# Parkanlagen Schloss Lechenich

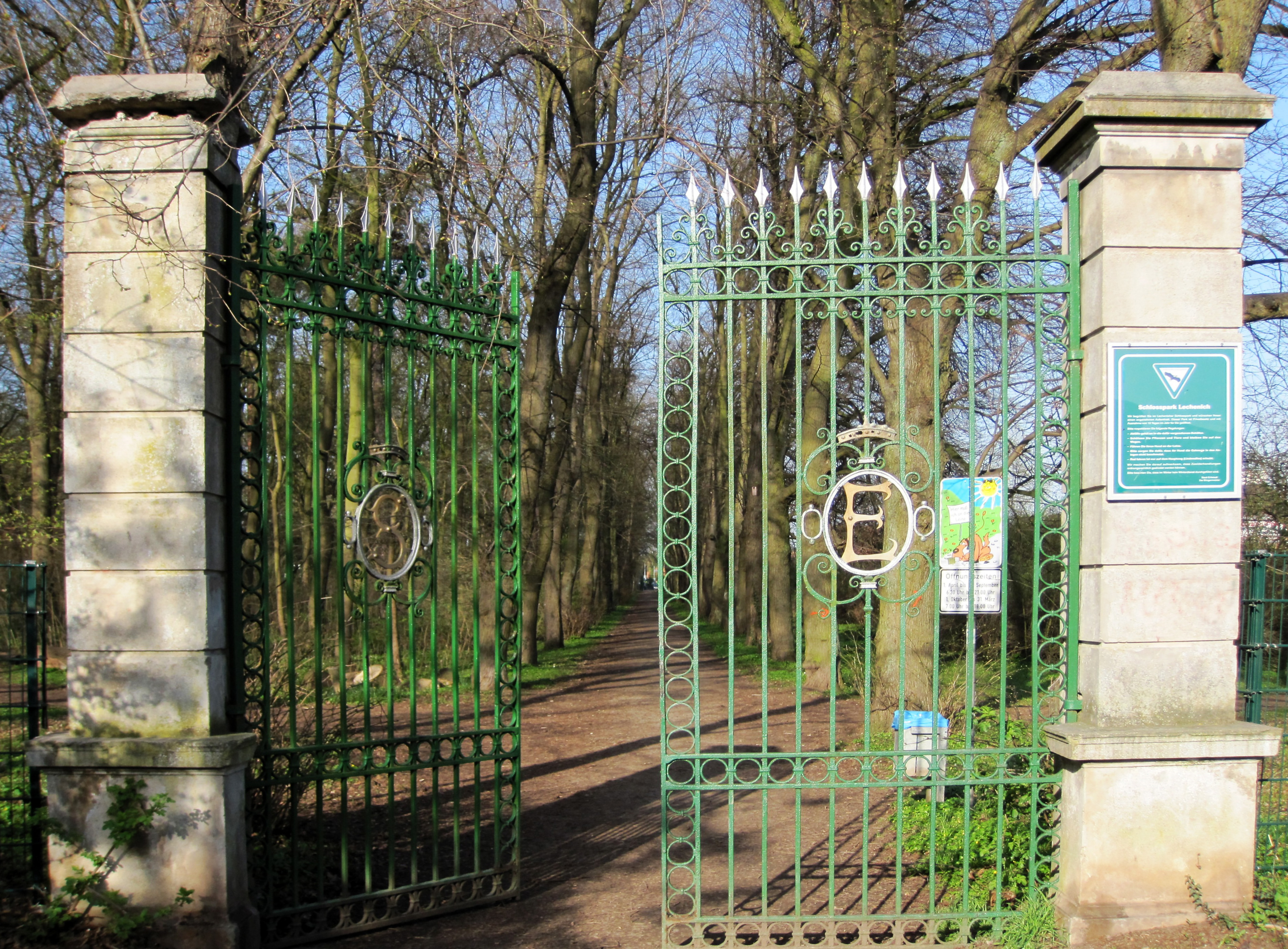
Haupteingang des historischen Parks

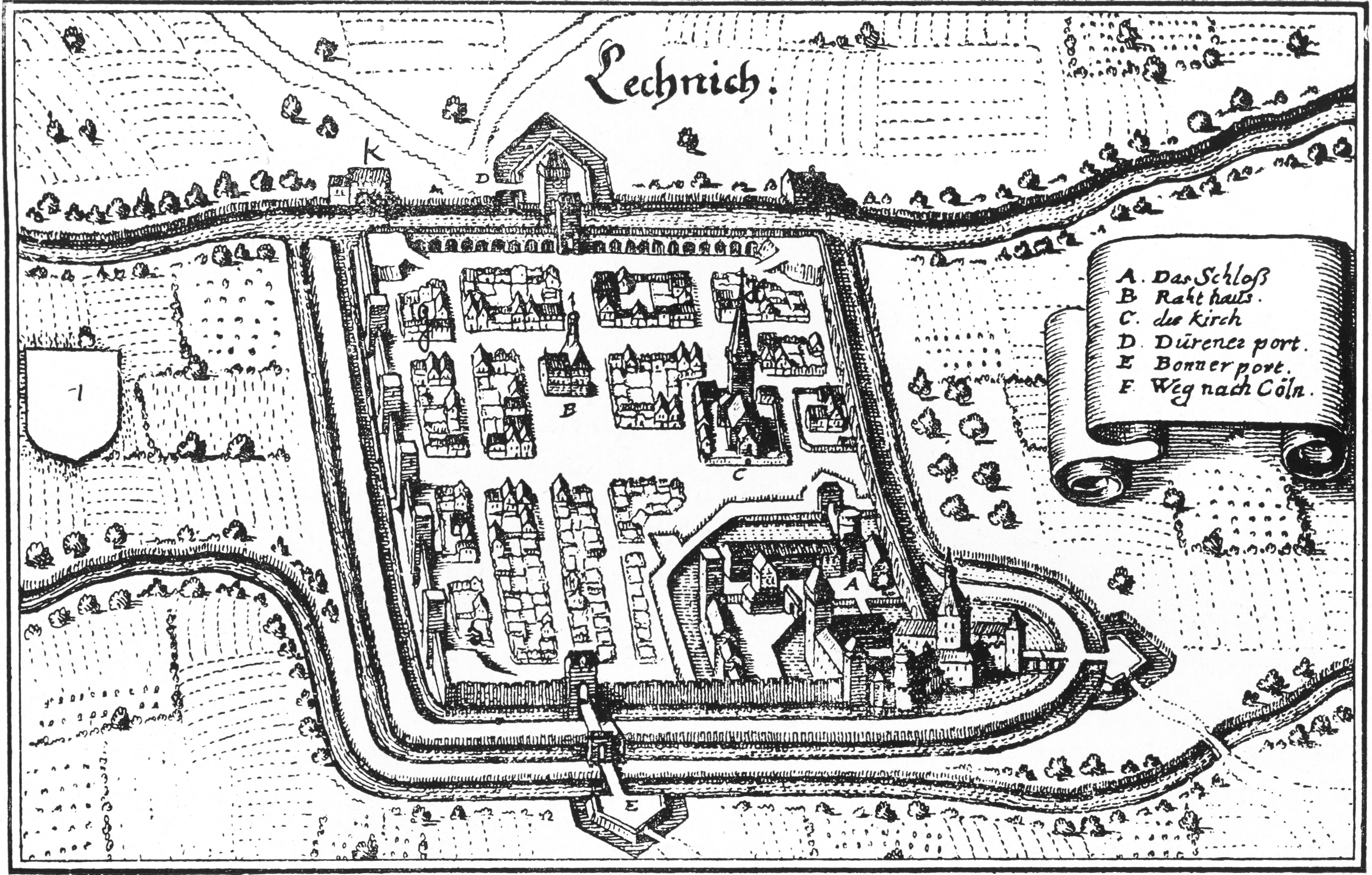
Merian 1646, Burg in der nordöstlichen Ecke Lechenichs

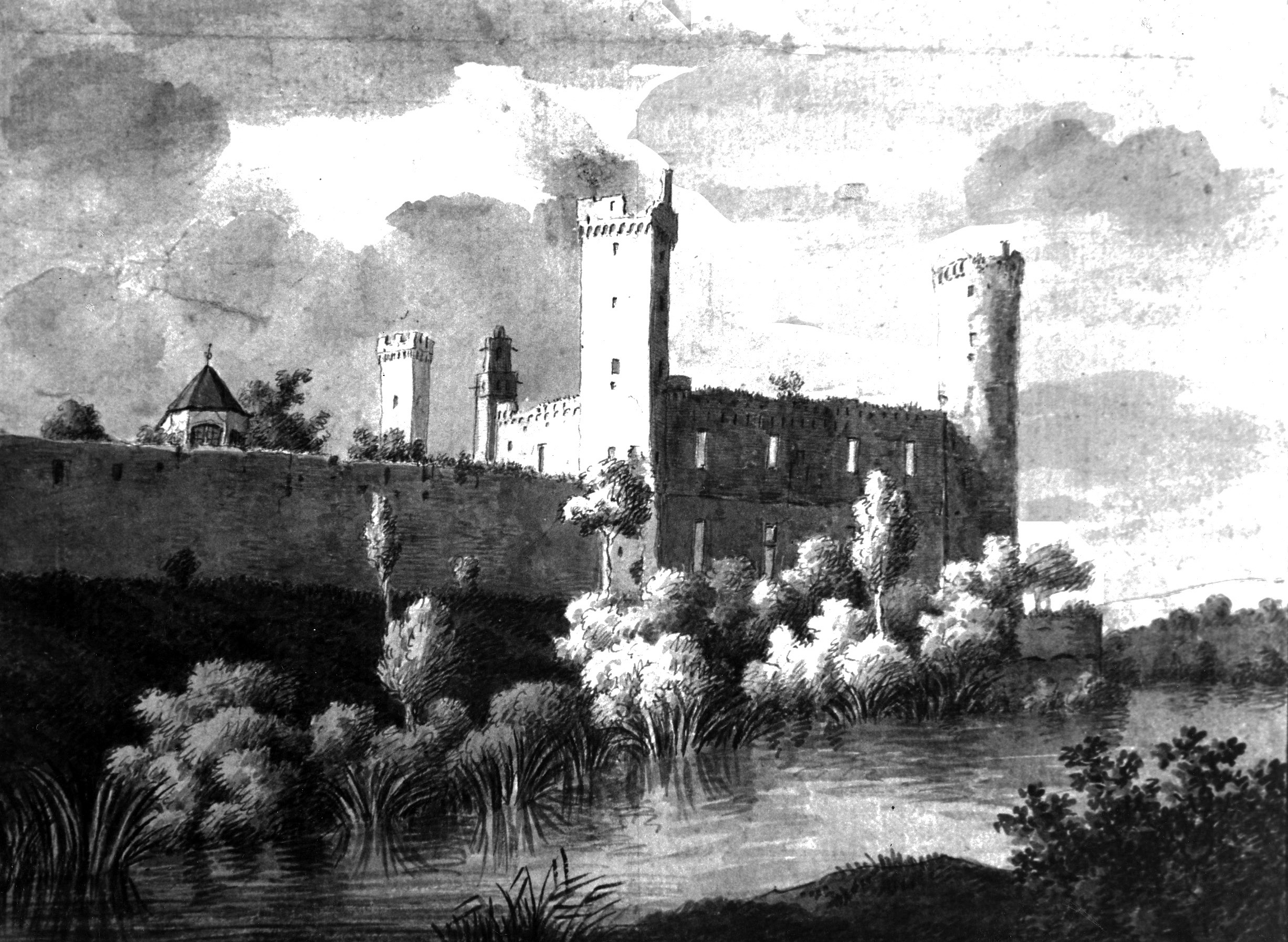
Schloss und südöstliches Gelände nach A. Reuter 1797

Die Parkanlagen am Schloss Lechenich sind die flächenmäßig kleineren Parkanlagen der drei in der Stadt Erftstadt vorhandenen Schlossparks. Die Anlage geht zurück auf das ausklingende 19. Jahrhundert. Sie wurde bis heute auf eine Fläche von annähernd acht Hektar vergrößert. Der Park, der ehemals am nordöstlichen Rand der damaligen Ortschaft Lechenich lag, befindet sich heute inmitten des Stadtteiles Erftstadt-Lechenich.

## Geschichte
Schon in mittelalterlicher Zeit bot Schloss Lechenich in seiner Funktion als Residenz der Erzbischöfe Kurkölns seinen dort Station machenden hochherrschaftlichen Gästen angenehme Aufenthalte. Hierzu gehörte nicht nur eine erlesene Bewirtung, sondern auch Jagd in den umgebenden Wiesen und Auwäldern und Fischfang in den noch klaren die Schlossanlage umgebenden Gewässern des vom Rotbach gespeisten Schlossweihers.
Das mittelalterliche Bauwerk war hinter den Wehranlagen von natürlicher agrarisch genutzter Landschaft umgeben. Gestaltete Garten- oder Parkanlagen entstanden erst nach der Barockzeit im späten 18. Jahrhundert. Die Stadtansicht von Merian (1646) zeigt das Schloss mit einem über eine Brücke zu erreichenden Vorwerk. Das zum Vorwerk führende Tor, die „Bungartspforte“, lag im Innenhof der Hauptburg. Das vor dem Vorwerk und dem Graben gelegene Gelände bestand aus einer großen mit Obstbäumen bestandenen Fläche, die als Bungert oder Bungart bezeichnet wurde. Sie wurde auch als Pferdekoppel genutzt. Es war ein Gelände, das in späterer Zeit zur Erweiterung des Schlossparks dienen sollte.

### Der Park im 19. Jahrhundert

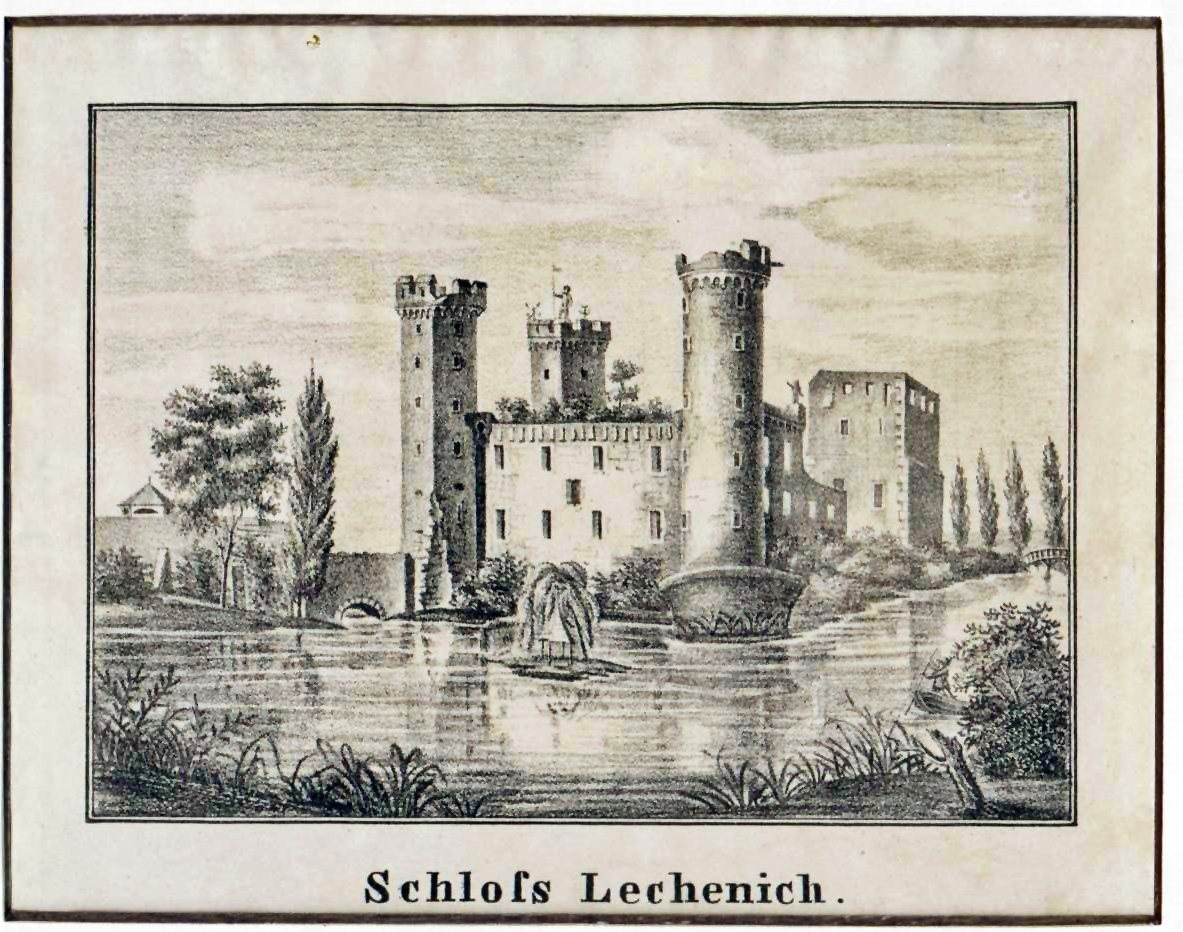
Schloss, Wassergraben und Randzonen um 1833

In den 1820er Jahren ließ der damalige Schlossbesitzer Andreas Borlatti die nähere Umgebung des Schlosses als Park gestalten. Die Lithografie eines unbekannten Künstlers um 1833 (nach einer Vorlage von Anton Wünsch) zeigt die unmittelbare Schlossumgebung mit Ansätzen eines Ziergartens und einer Parklandschaft.       Die Abbildung dokumentiert die Nutzung des alten Wassergrabens als Kahnweiher und zeigt neben üppigem den Weiher umgebenden Bewuchs am rechten Bildrand eine gepflanzte Reihe Pappeln sowie links des Rundturmes ein kleines mit einem Pavillon bestandenes Inselchen.
Nach Frank Kretschmar finden sich „gartenähnliche Strukturen“ auf der Topographischen Karte der Preußischen Landesaufnahme von 1893. Die Brückenverbindung zum alten Vorwerk war bepflanzt und mit Wegen versehen, ferner verlief ein Weg in Nordwestrichtung wie die heutige Lindenallee.

### Weiterentwicklung
Baron Georg von Bleichröder, der 1894 das Lechenicher Schloss mit seinen Ländereien erwarb, vergrößerte die vorhandene Parkanlage. Mit dem Ausklang des 19. Jahrhunderts war die Zeit größerer Schlossparks wie auch die Zeit für den Bau neuer Schlösser vorbei. So folgte auch von Bleichröder dem Trend damaliger Zeit und zweigte ergänzend nur kleine Teile seines Grundbesitzes zur Erweiterung des in seinen Flächenmaßen bescheidenen Parkgeländes ab, welches dann sein Anwesen halbseitig umschließen sollte.

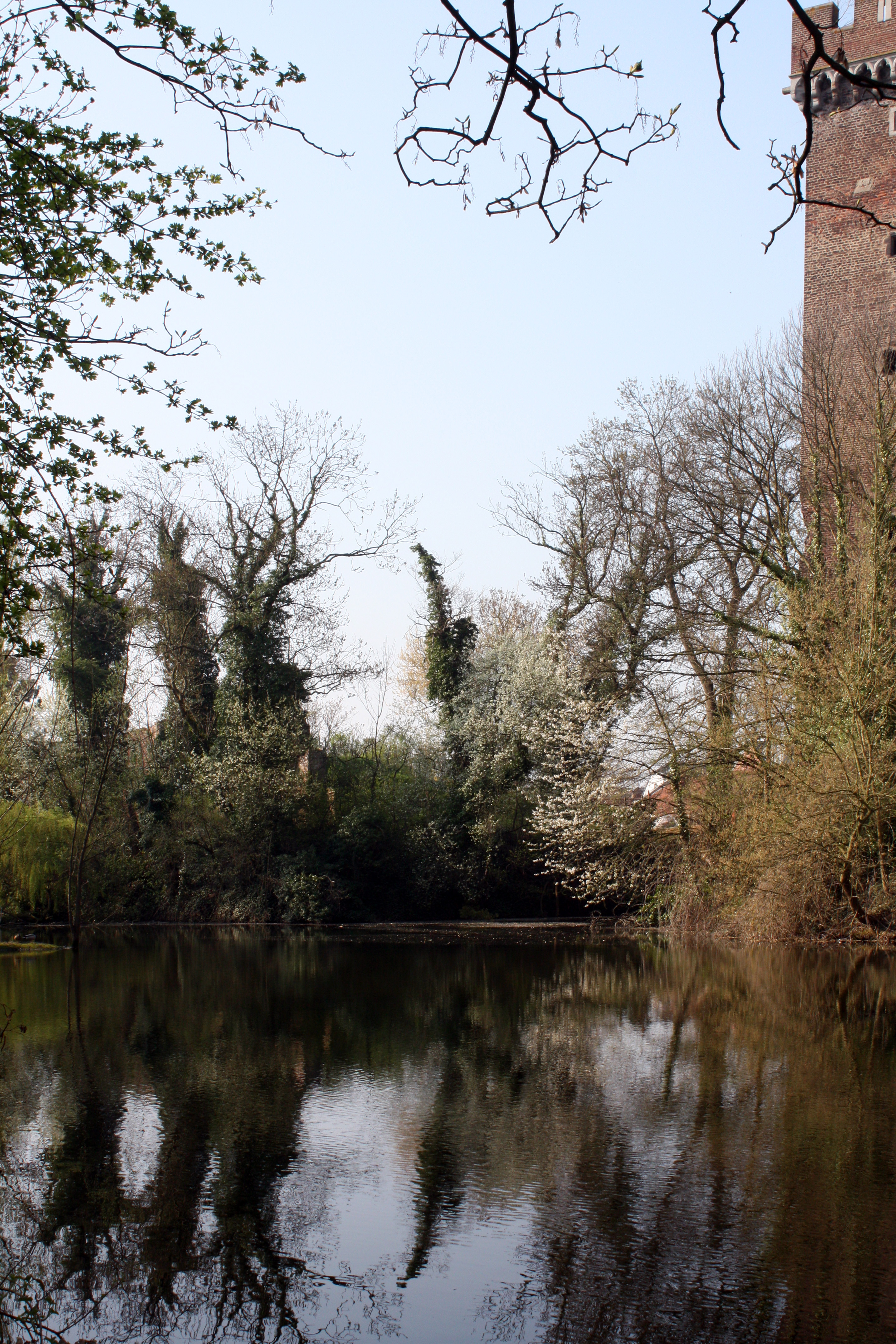
Weiher und südwestliches Gelände
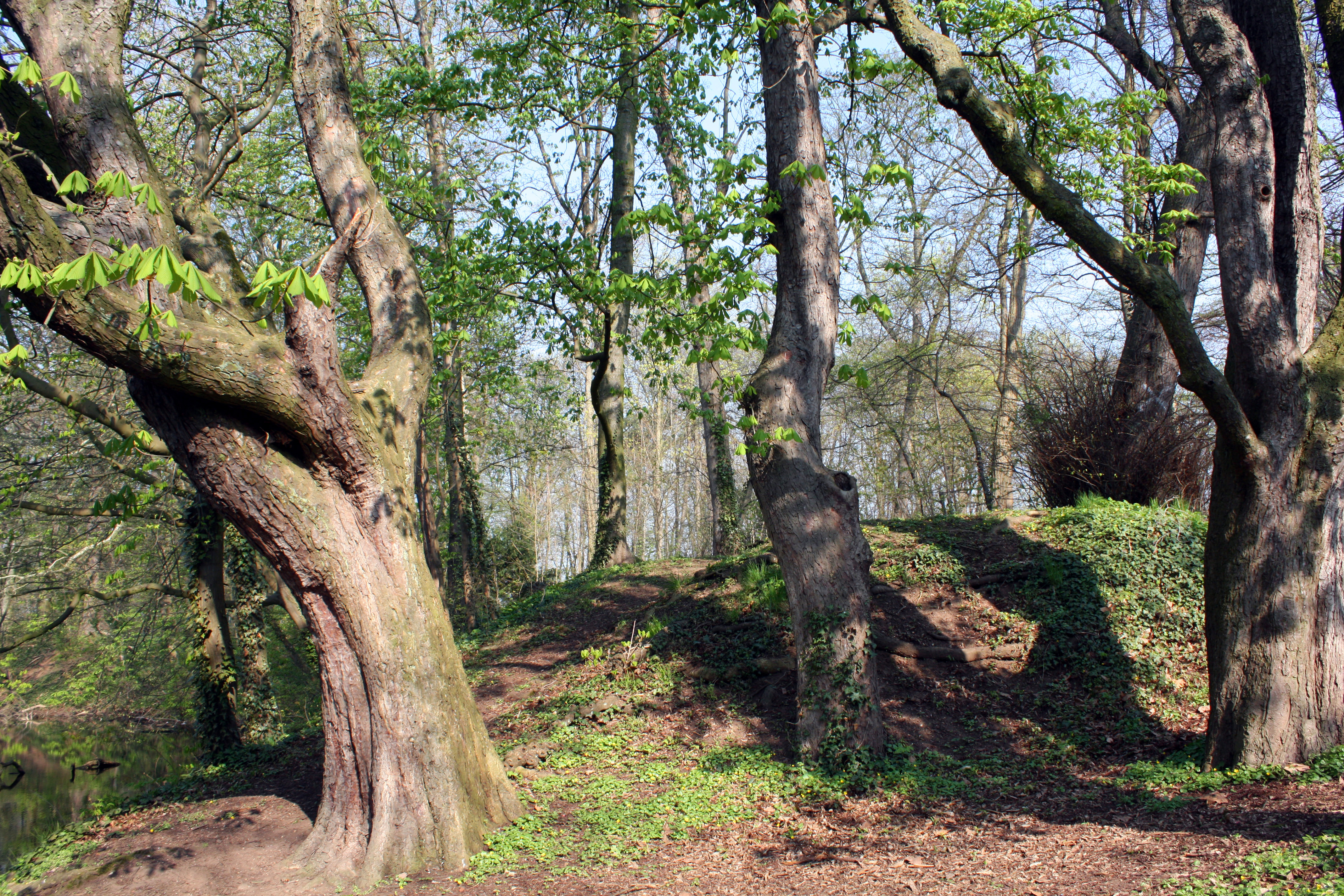
Bewuchs an der Grabenböschung
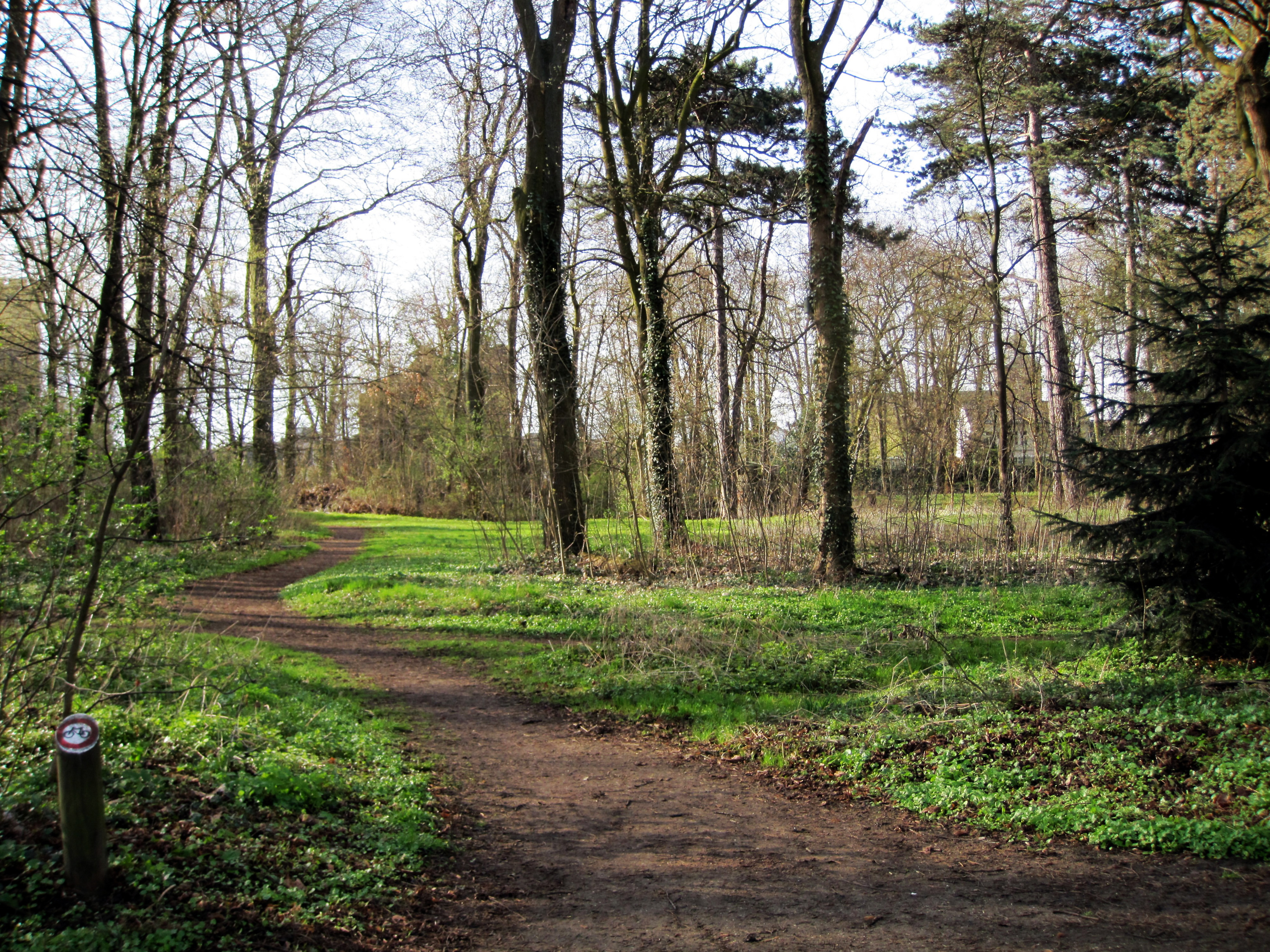
Parkgelände am Weiher

Die Ruine des Wasserschlosses und deren Nebengebäude waren weitläufig von Baumgärten, Weiden und Nutzgärten umgeben und sollten nun zum Kern seiner Konzeption einer zusammenhängenden Gartenanlage werden. Dazu ließ er die Mauer zwischen der Vorburg und dem Wohnturm der Hauptburg niederlegen und betonte so die „Insellage“ der mit Wassergräben umzogenen Schlossruine, die er so gleichzeitig in einen entstehenden etwa vier Hektar Land umfassenden Park integrierte.
Nachdem die Arbeiten fortgeschritten waren, war der Bereich der südlich der verfallenden Hauptburg gelegenen Parkanlage mit geschwungenen Wegen und Wiesenflächen gestaltet und wies bereits hochstämmigen Baumbestand auf. Einer der Wege führte auf eine Anhöhe mit einem Aussichtspunkt, von dem sich ein Ausblick auf die vom Wasser umgebene Schlossruine bot. Einen weiteren malerischen Akzent der Parklandschaft hatte man durch eine kleine Insel im Weiher geschaffen, auf der ein Pavillon errichtet worden war. Der Weg entlang des Weihers bog zur Schlossgärtnerei (ein Attribut vieler herrschaftlicher Gärten) ab, deren Arbeitsbereich zum Park hin durch dichte Sträucher abgeschirmt war. Als Teil der natürlichen Landschaft schlossen sich östlich des Schlossgrabens Wiesen und Gärten an, die durch Hecken einen dahinter vorbeiführenden Weg abgrenzten.
Brüstungsgitter und Balustraden sicherten die Hoffläche am Rand des Weihers. Der Innenhof selbst war von dem südöstlichen Teil der Außenanlagen durch ein zweiflügeliges Tor getrennt, zum nördlichen Teil des Parks verband ihn ein Weg, der an einer Gruppe angepflanzter Tannen vorbei über eine eiserne Bogenbrücke in das Gelände führte.

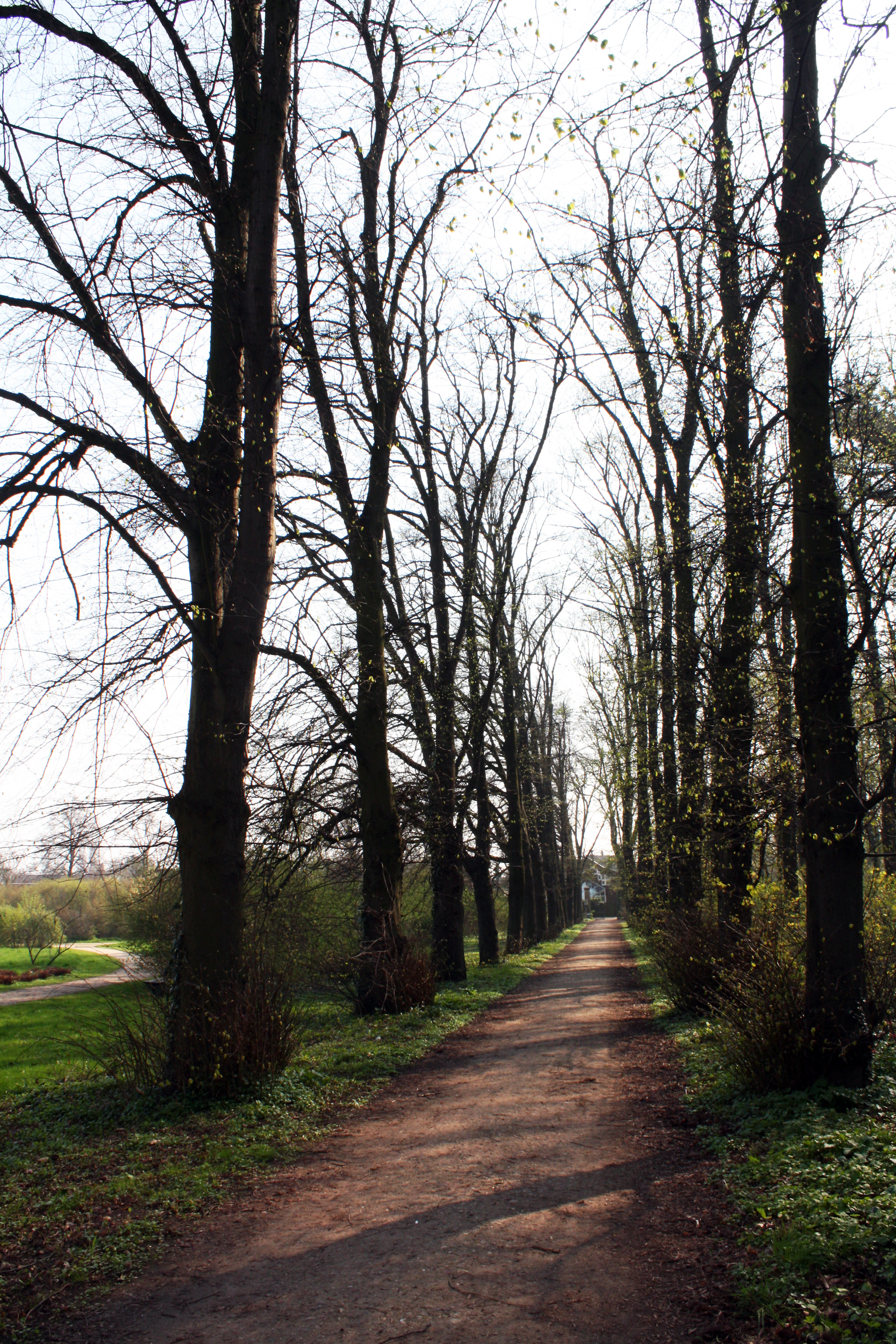
Lindenallee in östlicher Richtung
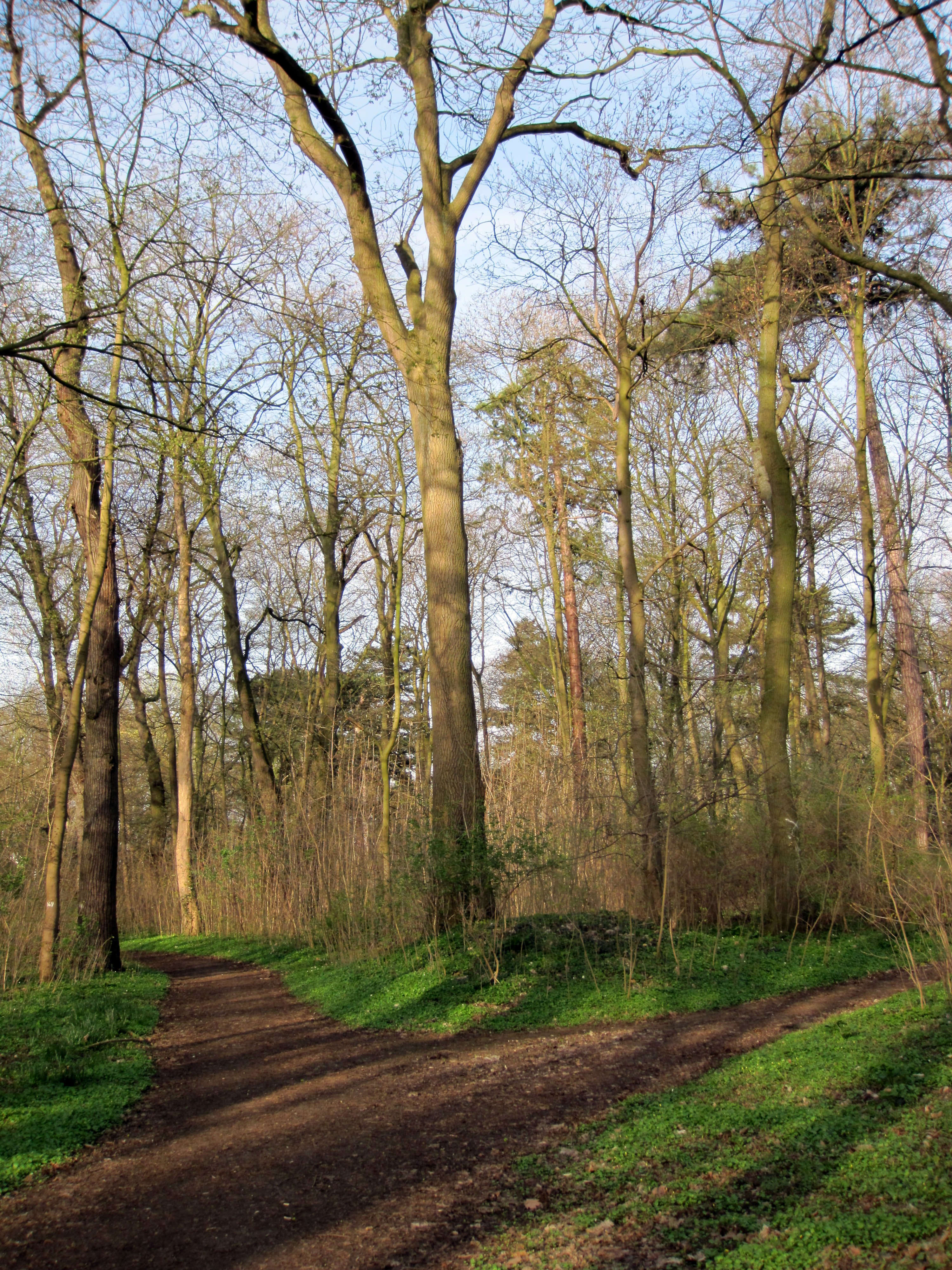
Parkweg
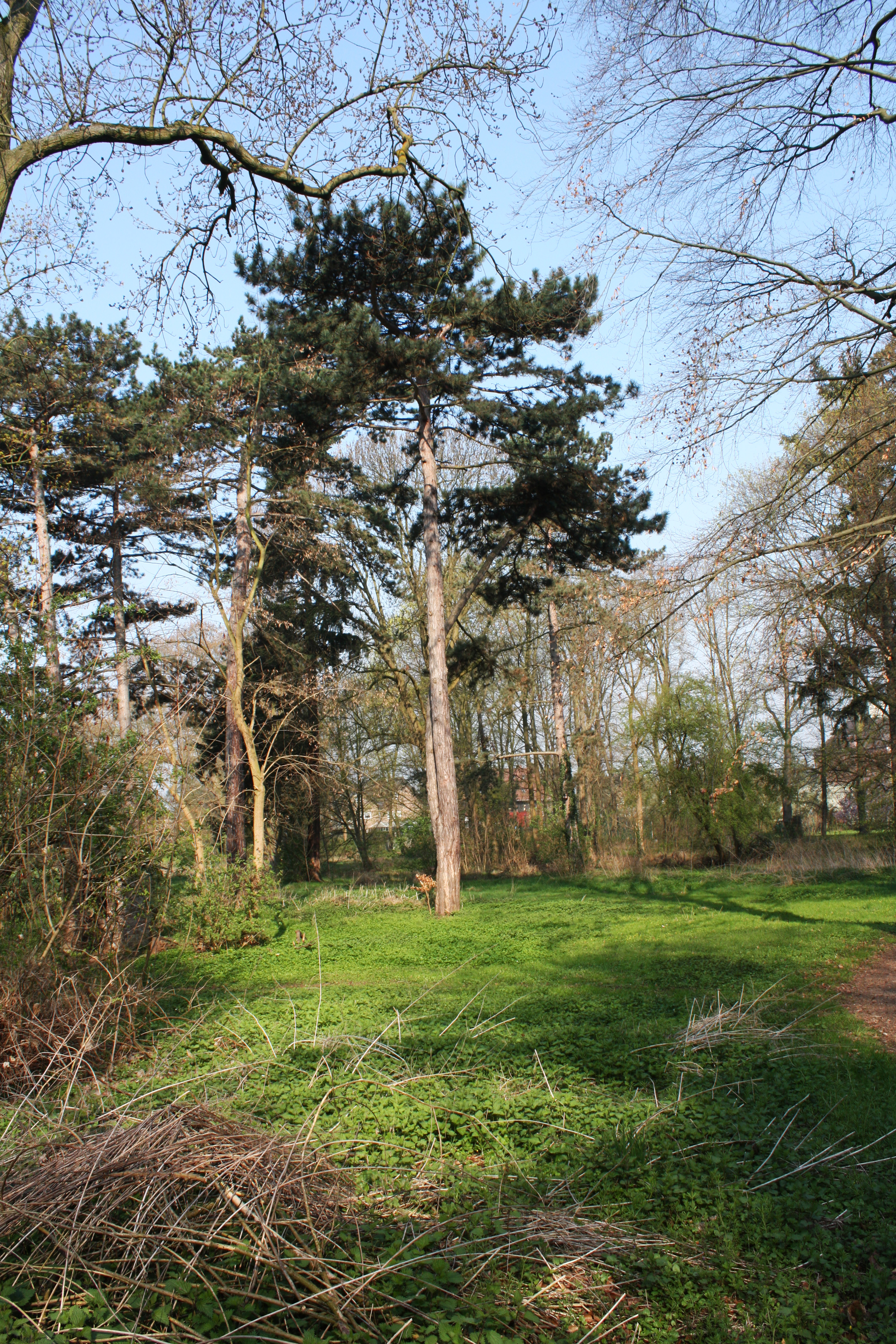
Laub- und Nadelholz

Das nördliche Parkgelände begrenzte eine mit Linden bestandene Allee. Weiter nördlich schlossen sich dem Parkgelände Pferdekoppeln und Streuobstwiesen an. Zwischen der Lindenallee und dem Schloss befand sich ein Saum von unterschiedlichem Gebüsch, welches den Park nach außen abschottete. Eine weitere heute nicht mehr vorhandene Brücke, die Nachfolgerin der bei Merian abgebildeten Brücke zum Vorwerk, verband das Hauptschloss mit dem Park. Eine Sichtachse von der Erhebung vor dem Weiher leitete den Blick frei auf eine große Wiesenfläche und auf dort absichtsvoll solitär stehende Bäume.
In dem vor dem nördlichen Schlossgraben gelegenen Park legte man Wege an, die wie auch im südlichen Teil sich im Bogen zwischen hochstämmigen Laubbäumen hindurch wanden. In ihrem Verlauf hatten die Wege mehrere Abzweigungen, die dem Betrachter auf seinen Spaziergängen die Wahl verschiedener Routen ließ und ihm so abwechslungsreiche Eindrücke boten. Um eine große Wiese gruppierten sich Bäume chorartig im Halbkreis angepflanzt.
Baron Bleichröder verstarb im Jahr 1902. Es ist nicht bekannt, ob die Gestaltung der Parkanlagen bei Bleichröders Tod schon den Entwicklungsstand hatte, wie er sich auf Luftaufnahmen von 1933 (Rheinisches Amt für Bodendenkmalpflege) darstellt, oder später entstanden ist.

## Der historische Park heute

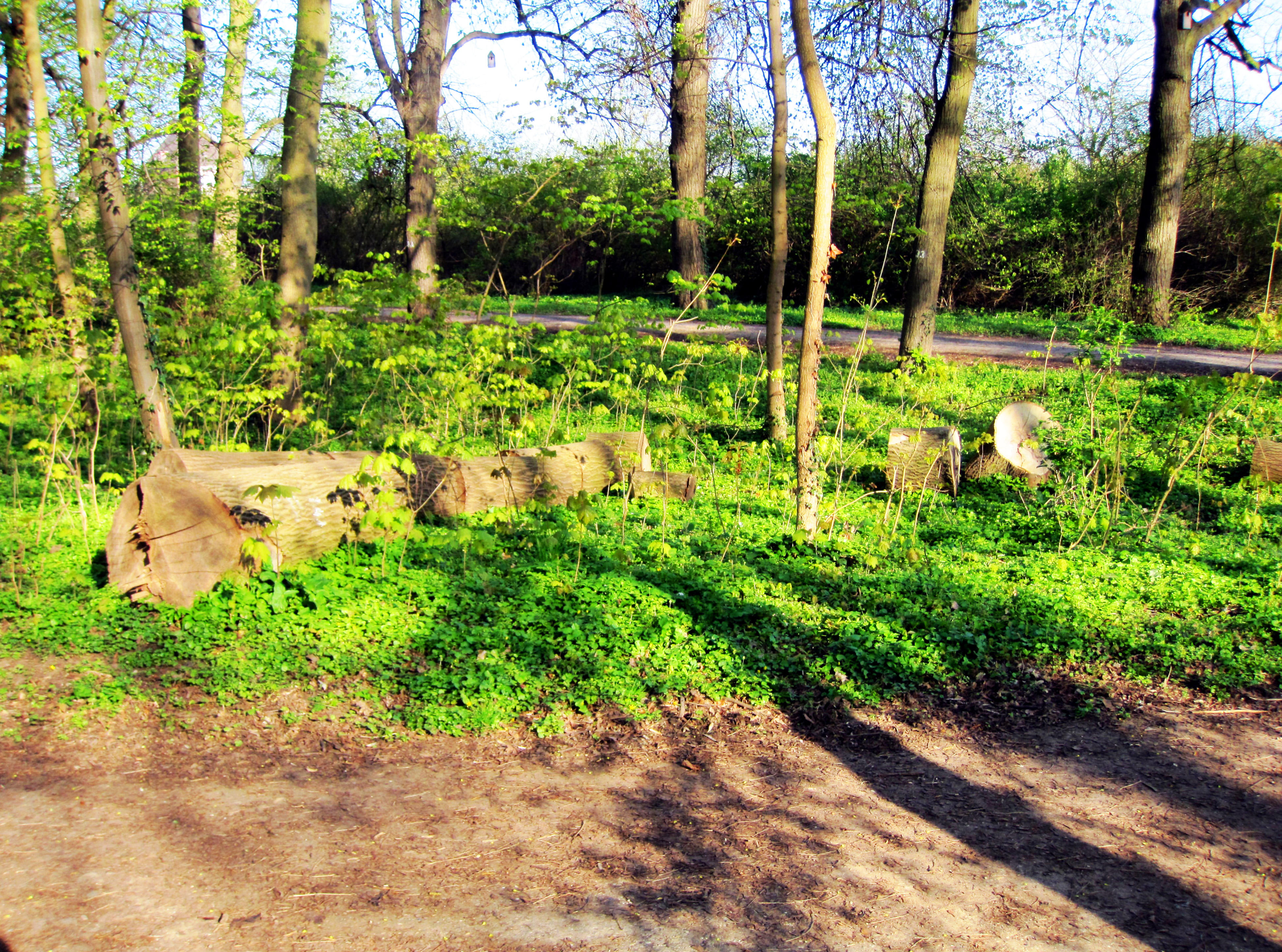
Ausforstung
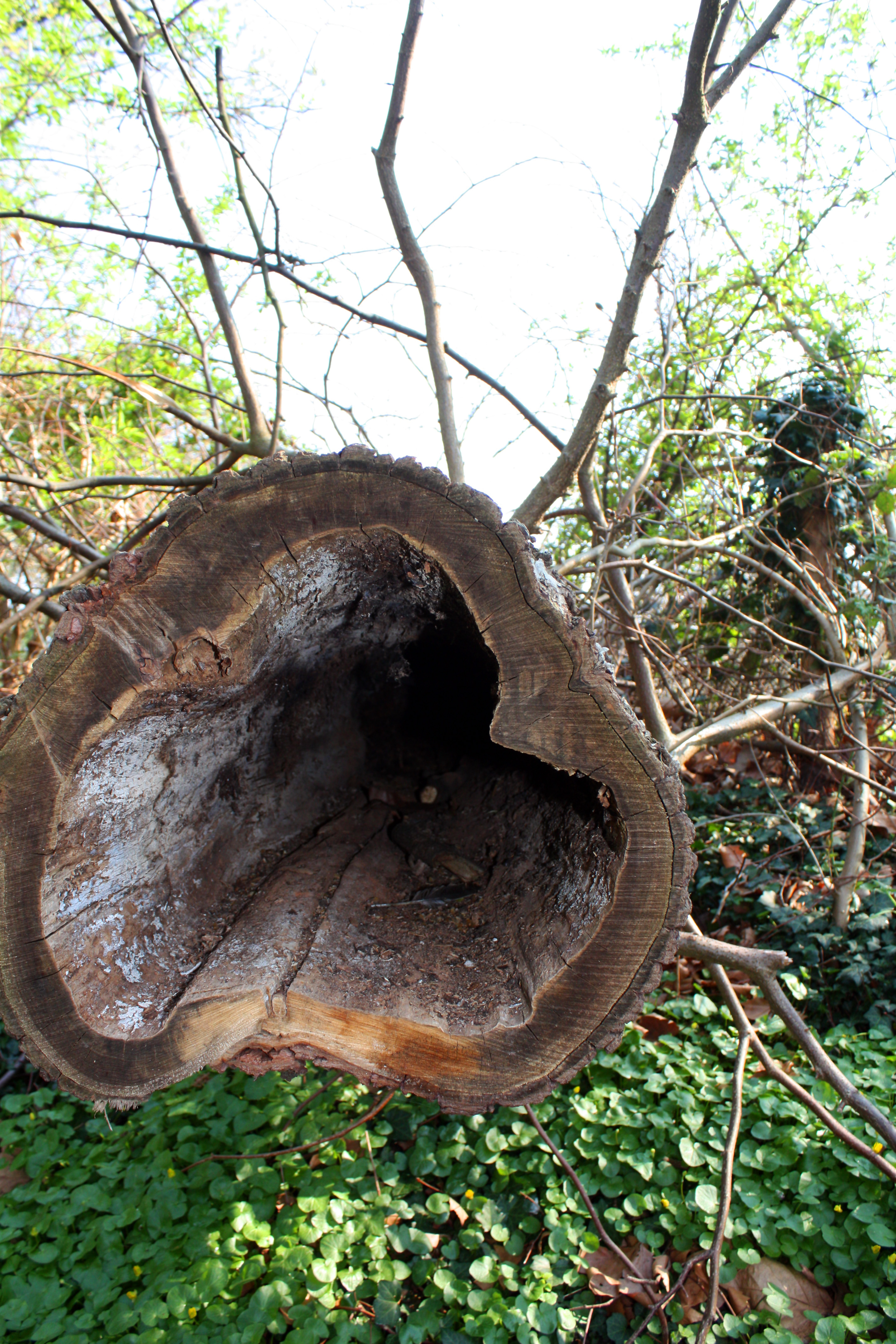
Zerstörung durch Holzfäule
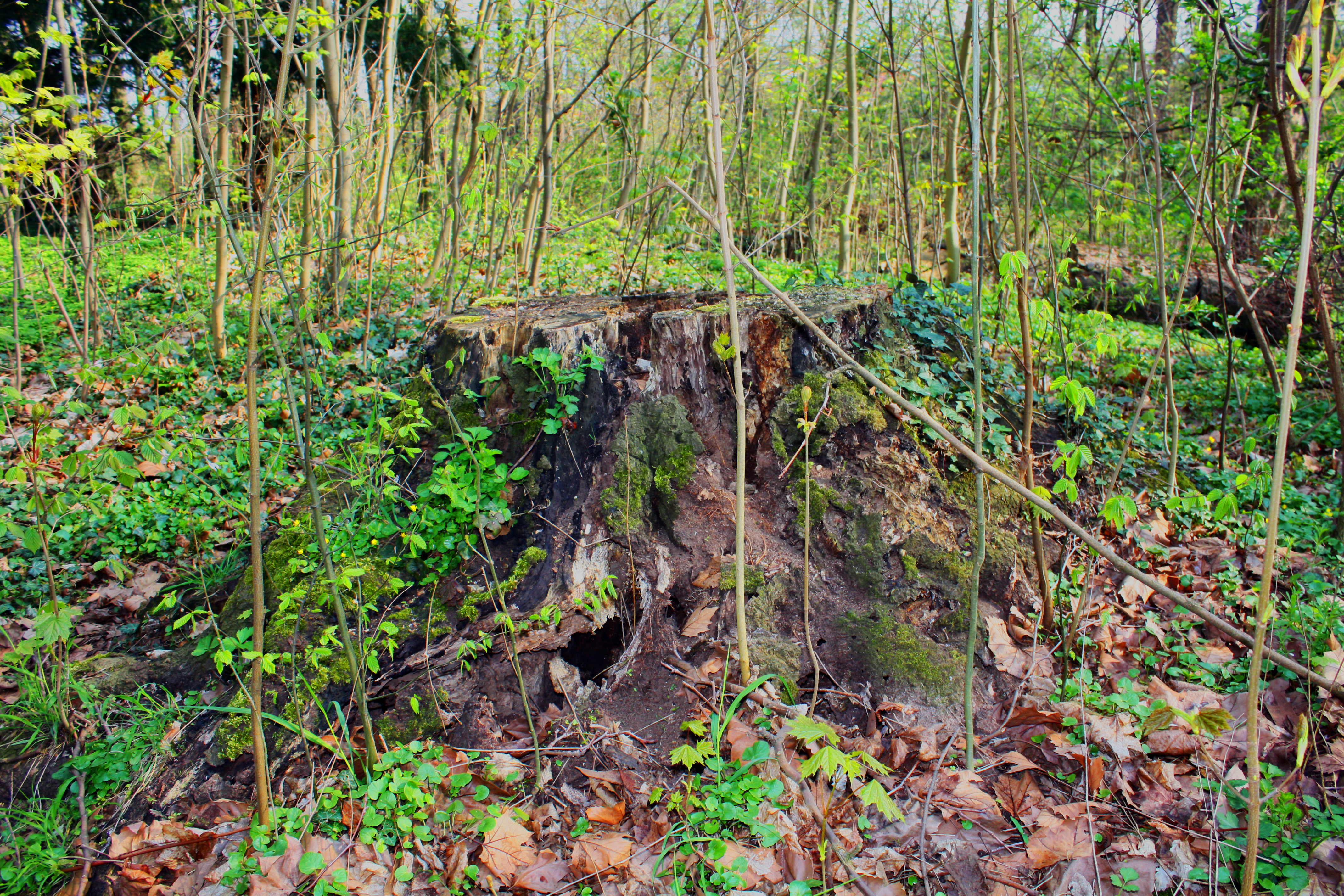
Verrottender Baumstumpf

### Wandel zur öffentlichen Nutzung
Das Anwachsen Lechenichs nach dem Zweiten Weltkrieg rückte den Schlosspark durch das Entstehen neuer Randsiedlungen in die Mitte des Stadtteiles.
Die zunehmende Urbanisierung veranlasste die Stadt Erftstadt in ihre städtebaulichen Planungen auch öffentliche Anlagen und Verschönerungen in Form von Grünzonen einzubeziehen.
Im Jahr 1973 schloss die Stadt Erftstadt einen Pachtvertrag mit den damaligen Besitzern, den Freiherren von Schmidt-Elmendorff, der den Bürgern und Besuchern die Nutzung des Parkgeländes ermöglichte.
Der weiterhin im Privatbesitz befindliche historische Park ist eingefriedet und durch ehemals permanent verschlossene schmiedeeiserne Tore zu betreten. Das Tor zur Lindenallee trägt nach wie vor die Initialen „S“ und „E“ der Vorbesitzer. Die Eingänge sind mit Ausnahme von zehn Tagen im Jahr geöffnet.
Dieses Abkommen verwandelte den vormaligen Privatweg Lindenallee zu einem gerne angenommenen Durchgangsweg von der Parkgrenze an der nordwestlichen Frenzenstraße in die östlich am Rand des Parks gelegenen Wohngebiete.

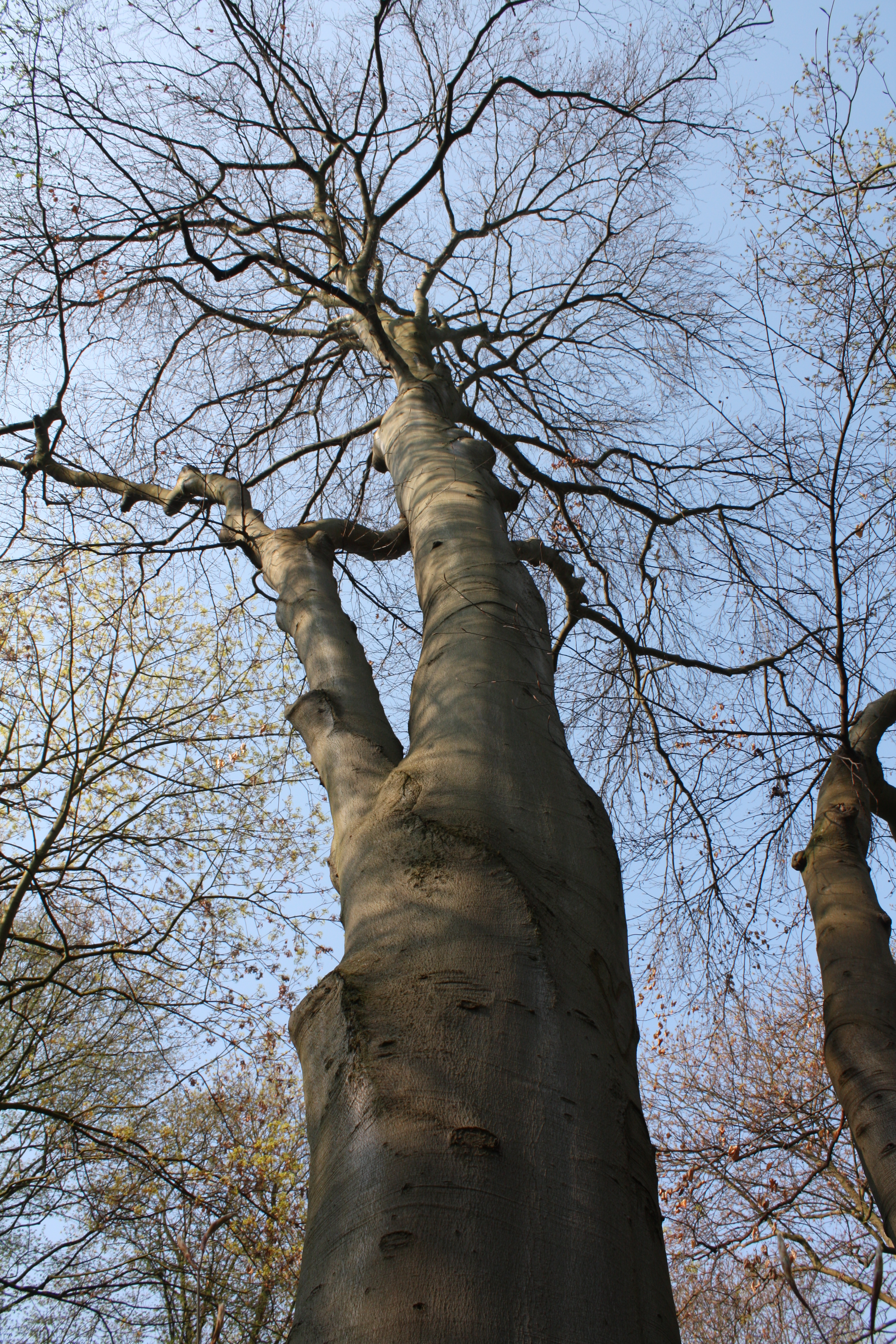
Stamm und Krone einer Buche

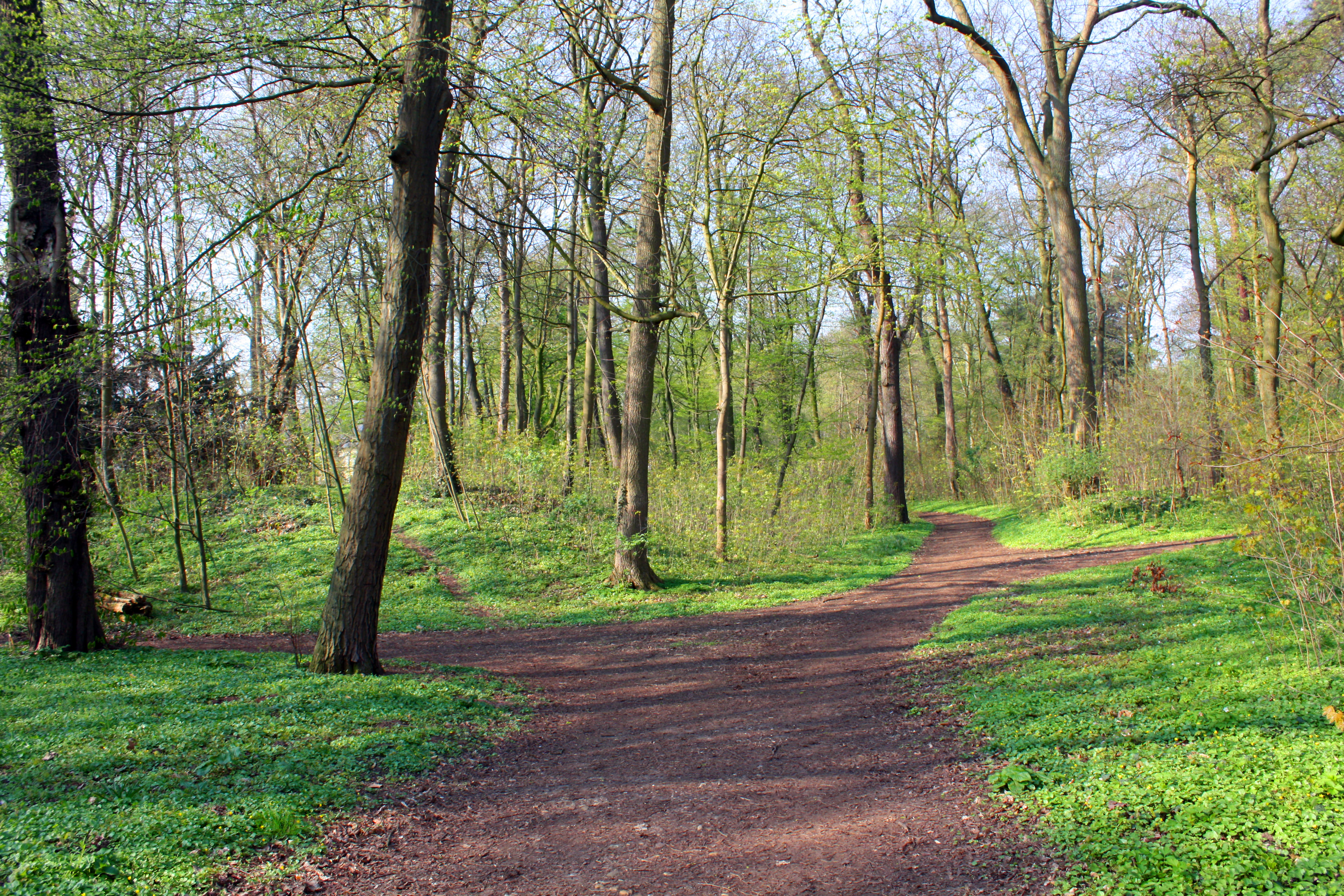
Unterholz und Krautschicht

### Baumbestand
Laut Kataster 2009 wurden nach Aussage des Besitzers 214 Bäume erfasst. Dieser Bestand führt sowohl die Bäume der Lindenallee als auch Einzelexemplare wie das einer alten heute selten gewordenen Kopfeiche (Gattung der Steineichen) an, die am Rande des Weihers steht. Die florale Artenvielfalt des alten Parks zeigt sich im Wesentlichen in den zahlreichen mit Efeu bewachsene Stieleichen, den häufig vertretenen Rot- und Hainbuchen, verschiedenen Ahornarten wie Feld-, Berg- und Spitzahorn, einigen Eschen, den Silberpappeln und den Rosskastanien. Auch Robinien, Douglasien und weitere Nadelhölzer wie vereinzelte Kiefern wurden gezählt. Überkommene exotische Baumexemplare oder Sträucher sind nicht erwähnt.
Der alte Park, dessen Kosten für Pflege und Erhaltung weiterhin durch den Eigentümer getragen werden, wird jährlich durch Fachleute eines entsprechenden Unternehmens begangen. Feststellbare Schäden werden danach beseitigt, und ein etwa erforderlicher Rückschnitt oder die Entfernung morschen Geästes wird vorgenommen.

### Krautschicht und Wiese
Von den Randseiten des Parks ist in den letzten Jahren ein Vordringen der Krautschicht bis in die Mitte der Anlage zu beobachten. Auch einige Weichhölzer, so vor allem der schwarze Holunder, breiten sich von den Parkrändern stark in das Parkinnere aus. Zu diesem Strauchwerk gesellen sich heranwachsende Sämlinge verschiedener Baumarten und bilden als Unterholz an vielen Stellen ein dichtes Strauchwerk. Die Krautschicht des Waldbodens besteht überwiegend aus Efeu, den ganze Flecken deckenden Buschwindröschen, so wie dem Aronstab und dem Hahnenfuß. Auch das Scharbockskraut und das Schöllkraut, ein Mohngewächs, sind im Park vertreten.
Eine größere naturbelassene Wiese im nordwestlichen Bereich des Parks entwickelte sich zu einer vielfältigen Gräserbiotop. Zu nennen sind: Glatthafer, Rispengras, Wiesenkerbel, Wiesenschwingel, Wiesenfuchsschwanz, Weidelgras, einblütiges Perlgras und Lieschgras.
Ungeschoren erhalten sich auch Wildkräuter, so Kratzdistel, Breitwegerich, Brennnessel und die Taubnessel, Brombeeren, Ehrenpreis, eine Gattung der Wegerichgewächse, Giersch, Gundermann, Hirtentäschel, Heckenkälberkropf, Weißklee, die bei Kindern beliebte Klette, Knoblauchrauke, Labkraut, Löwenzahn, Sauerampfer, Schafgarbe, Spitzwegerich, Storchschnabel und die Vogelmiere. Sie alle bieten zahlreichen Insekten einen Lebensraum und tragen dazu bei, dass sich der Bestand der heimischen Singvögel nicht weiter vermindert.

### Vogelarten
Die im Jahr 2000 gezählten Vogelarten, die dauernd oder vorübergehend im Park registriert werden konnten, waren Amseln und Drosseln, die sich in den Arten der Misteldrossel, Singdrossel, Rotdrossel und der Wacholderdrossel unterschieden. Es zeigten sich Finken wie der Bergfink, der auch Flachsfink genannte Bluthänfling, Buchfink, Girlitz und der Grünfink. Auch von den Meisen wird das Parkgelände geschätzt, sie wurden mit einigen Gattungen registriert: so Blaumeise, Kohlmeise und Schwanzmeise. Den Park besuchen Gartenbaumläufer, Gelbspötter, Grauschnäpper, Hausrotschwanz und Kleiber.

Nistkästen an verschiedenen Baumarten
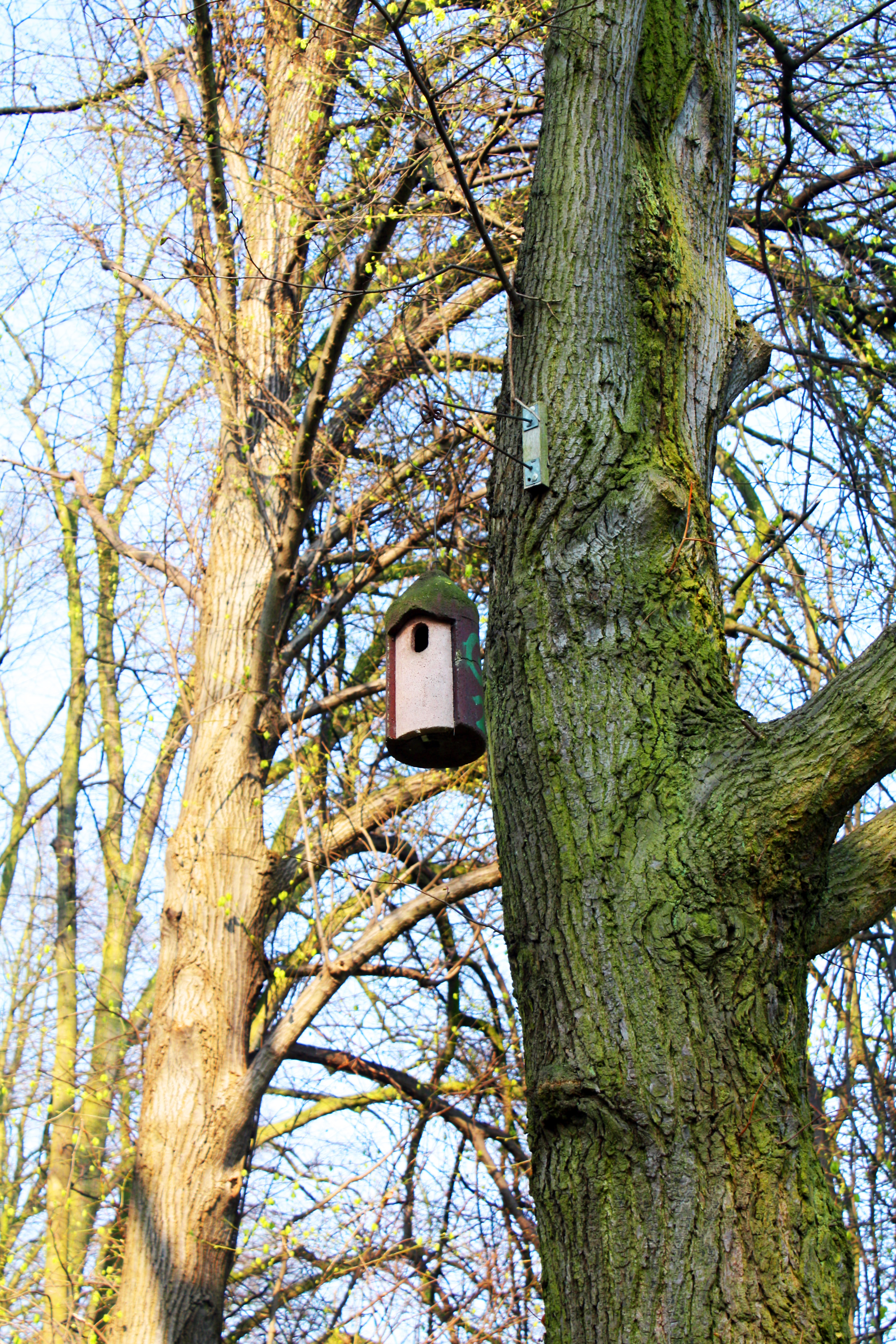
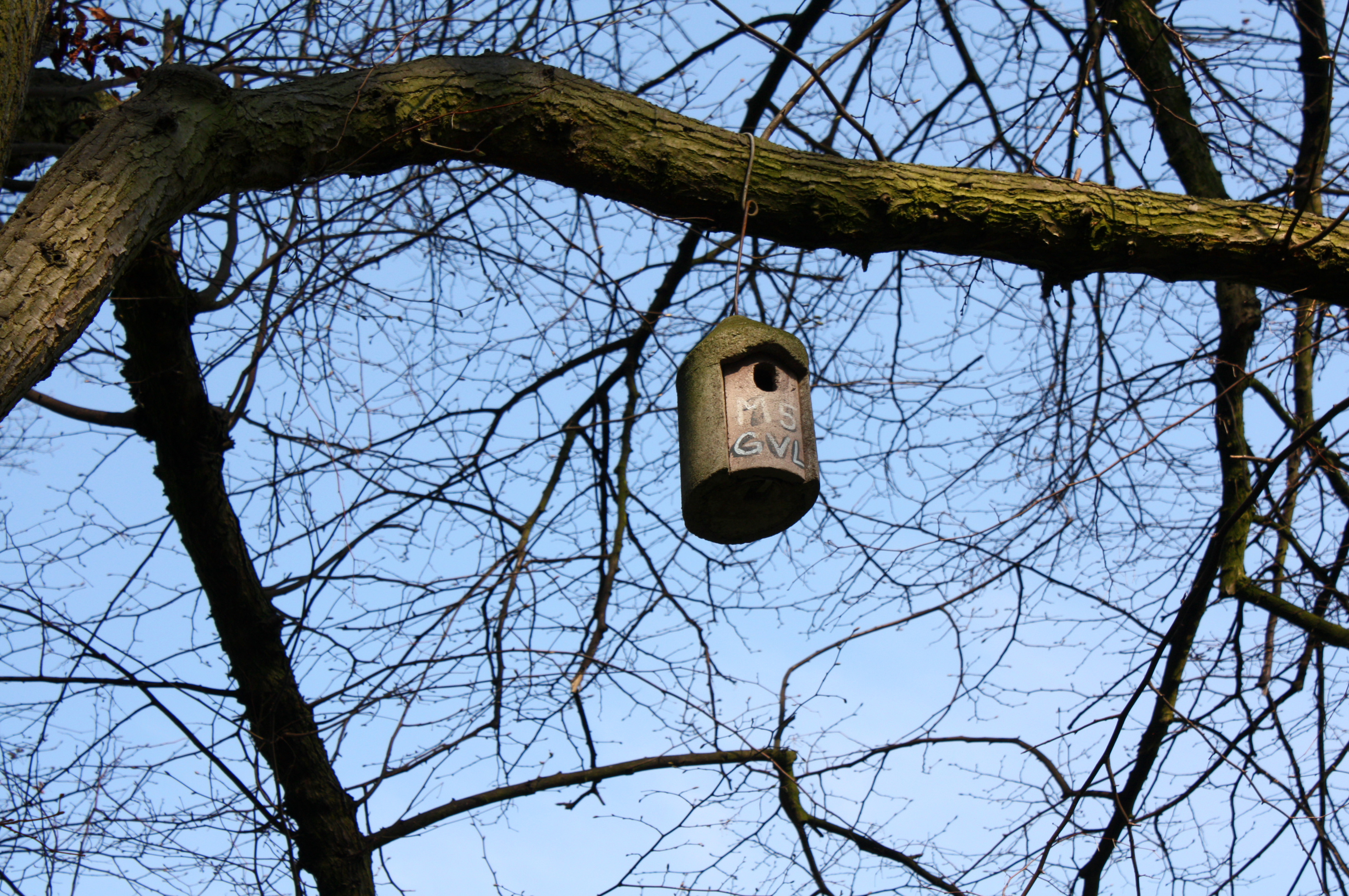
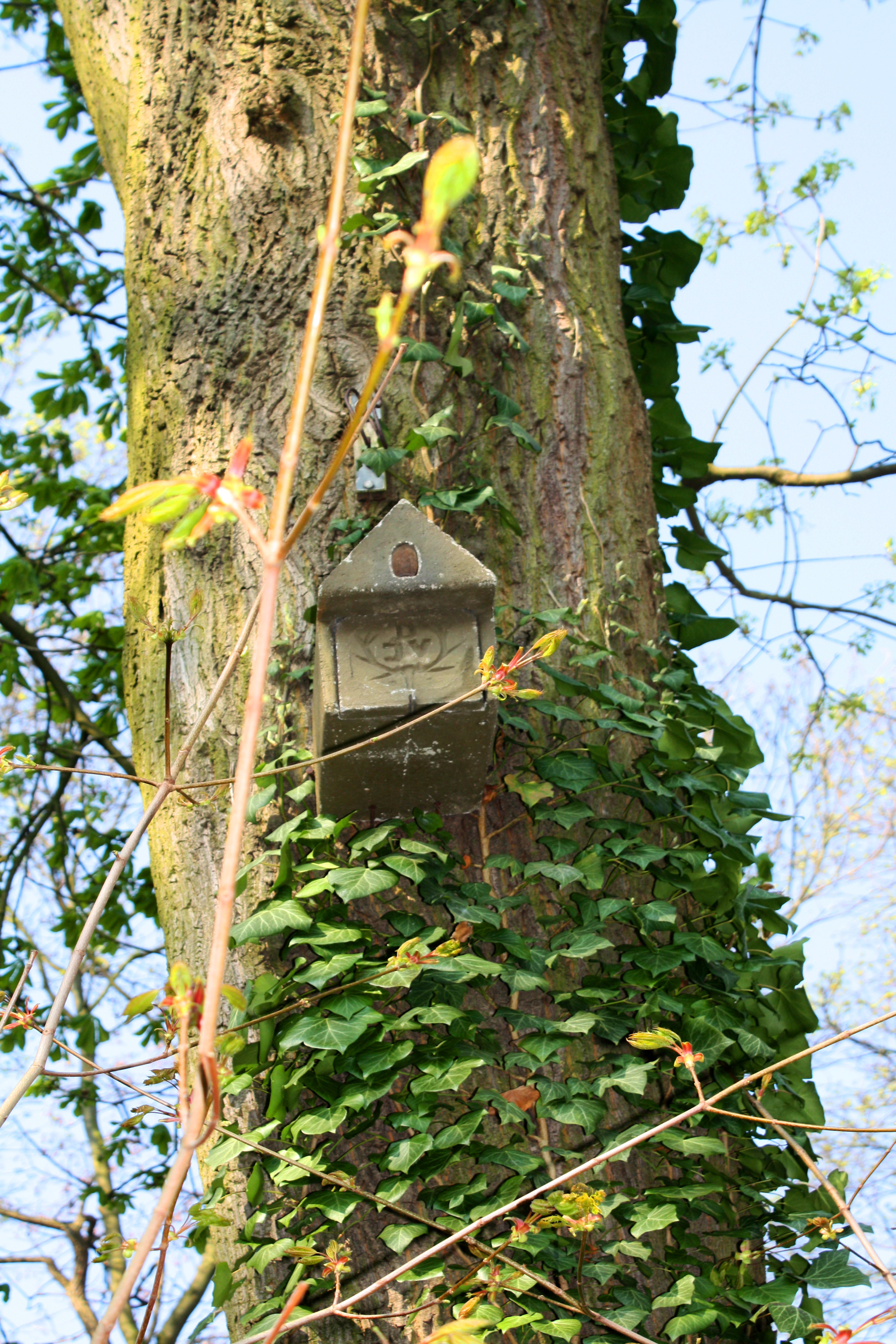

Neben diesen kleineren Arten, wie Star, Rotkehlchen, Schwalbe und Sperling, finden sich auch größere ein. Es gibt zahlreiche Stockenten, die sich auf dem Schlossweiher wohl fühlen, man registrierte außer den verbreiteten Elstern und Krähen auch Ringeltauben, Raben und Grünspechte.
Einige vor zehn Jahren noch anzutreffende Vögel wie Dompfaff, Gartengrasmücke, Mönchsgrasmücke oder Heckenbraunelle wurden in den letzten Jahren nicht mehr beobachtet. Zu hören sind im Park auch nicht mehr der Ruf des Kuckucks und das Klopfen des Kleinspechts. Auch Turmfalke und Waldohreule konnten in den letzten Jahren nicht mehr beobachtet werden.
Die Aufstellung und Säuberung der Nistkästen übernahm der Gartenbauverein, der auf die Wiederkehr früherer Vogelarten hofft.

### Noch Vorhandenes der historischen Anlage

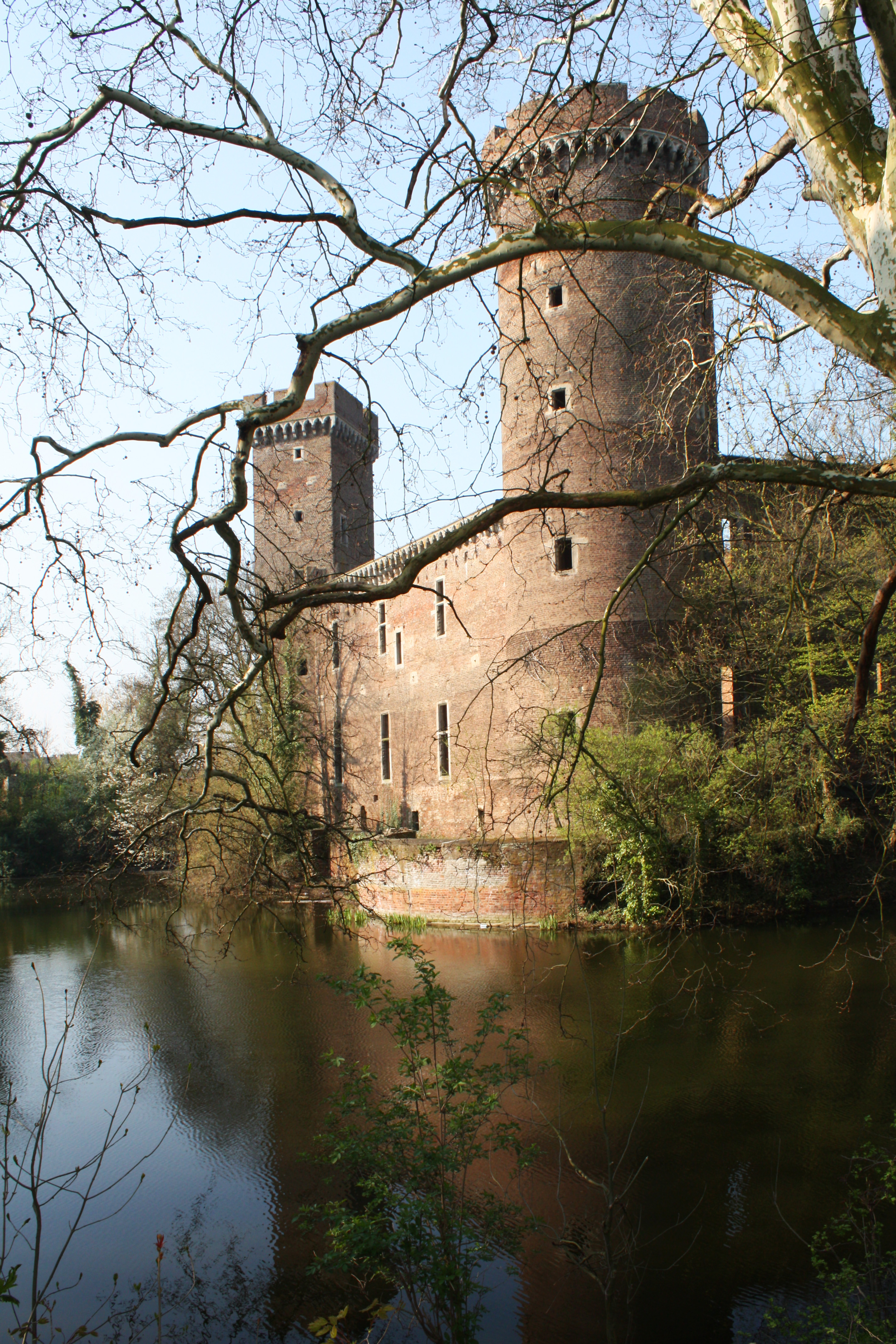
Die Schlossruine im Süd-Osten
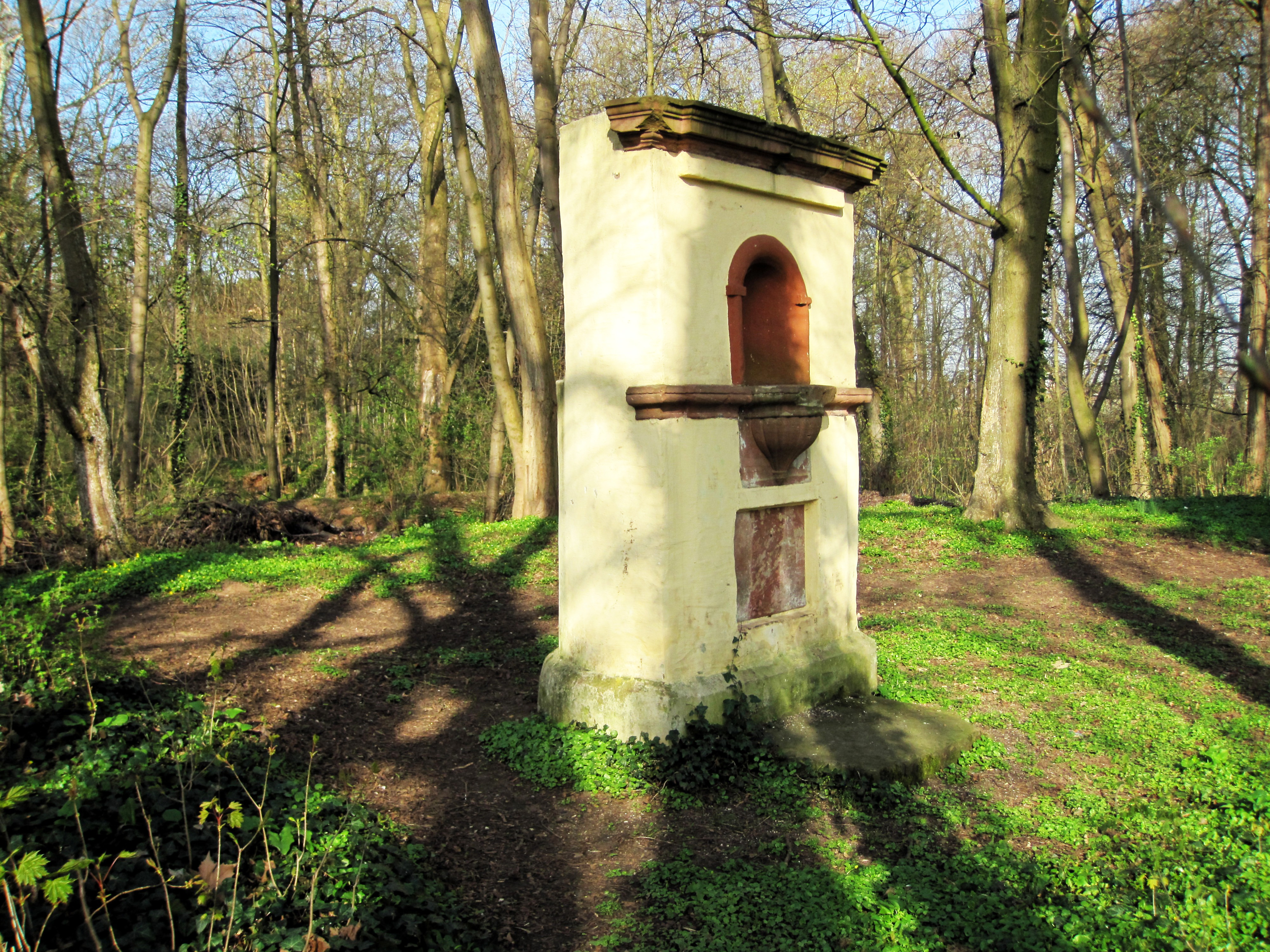
Fußfallstation (Historischer Park)
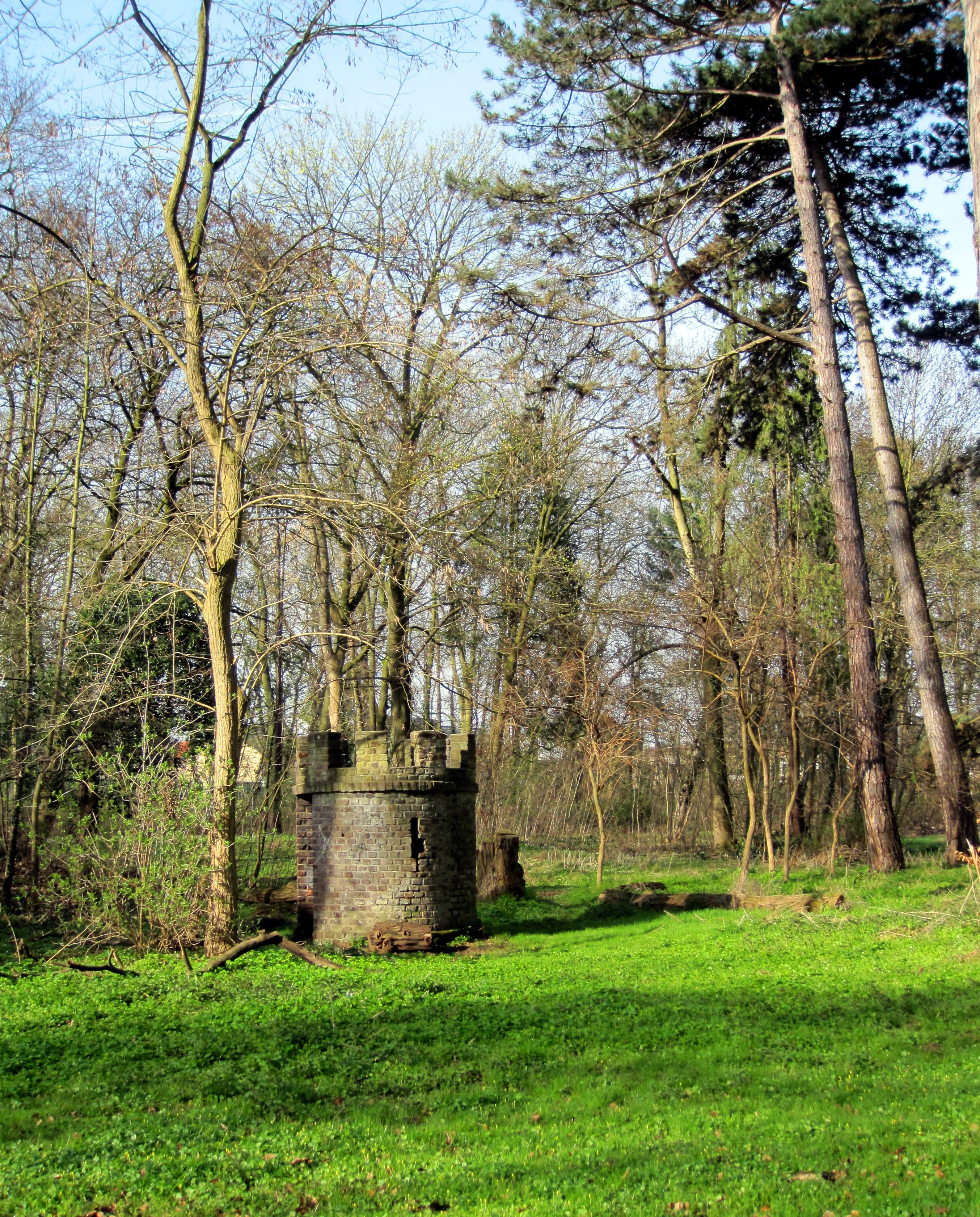
Zinnentürmchen

Die vor dem nördlichen Schlossgraben gelegene historische Parkanlage ist in ihrer ursprünglichen Größe und Anlage nur noch ansatzweise zu erkennen. Geblieben sind die von Wassergräben umgebene Schlossruine, die eiserne Bogenbrücke über dem Graben und die schmiedeeisernen Ein- oder Ausgangstore an der West- und Ostseite der Lindenallee. Ebenso erinnern an die alte Zeit der Brückenkopf an der nördlichen Parkseite und ein Rest der Befestigung am runden Eckturm zur südlichen Parkseite.
Zwei von der Lindenallee abzweigende Hauptwege verlaufen wie in der alten Anlage mit mehreren Richtungsänderungen durch den Park. Am östlichen Parkrand hat sich eine ehemalige Fußfallstation erhalten. Die ursprüngliche Funktion eines ebenfalls erhaltenen kleinen Zinnenturms im Park ist nicht bekannt. Vermutlich ließ Andres Borlatti das Rundtürmchen als Wachhäuschen errichten.
Ein Kanal für die ehemals durch Zu- und Abfluss mit dem Rotbach verbundenen Schlossgräben ist nicht mehr vorhanden. Das nun stehende Gewässer ist vor allem an seinem Endbereich, an der westlichen Frenzenstraße, stark verschlammt.

## Die neue Parkanlage

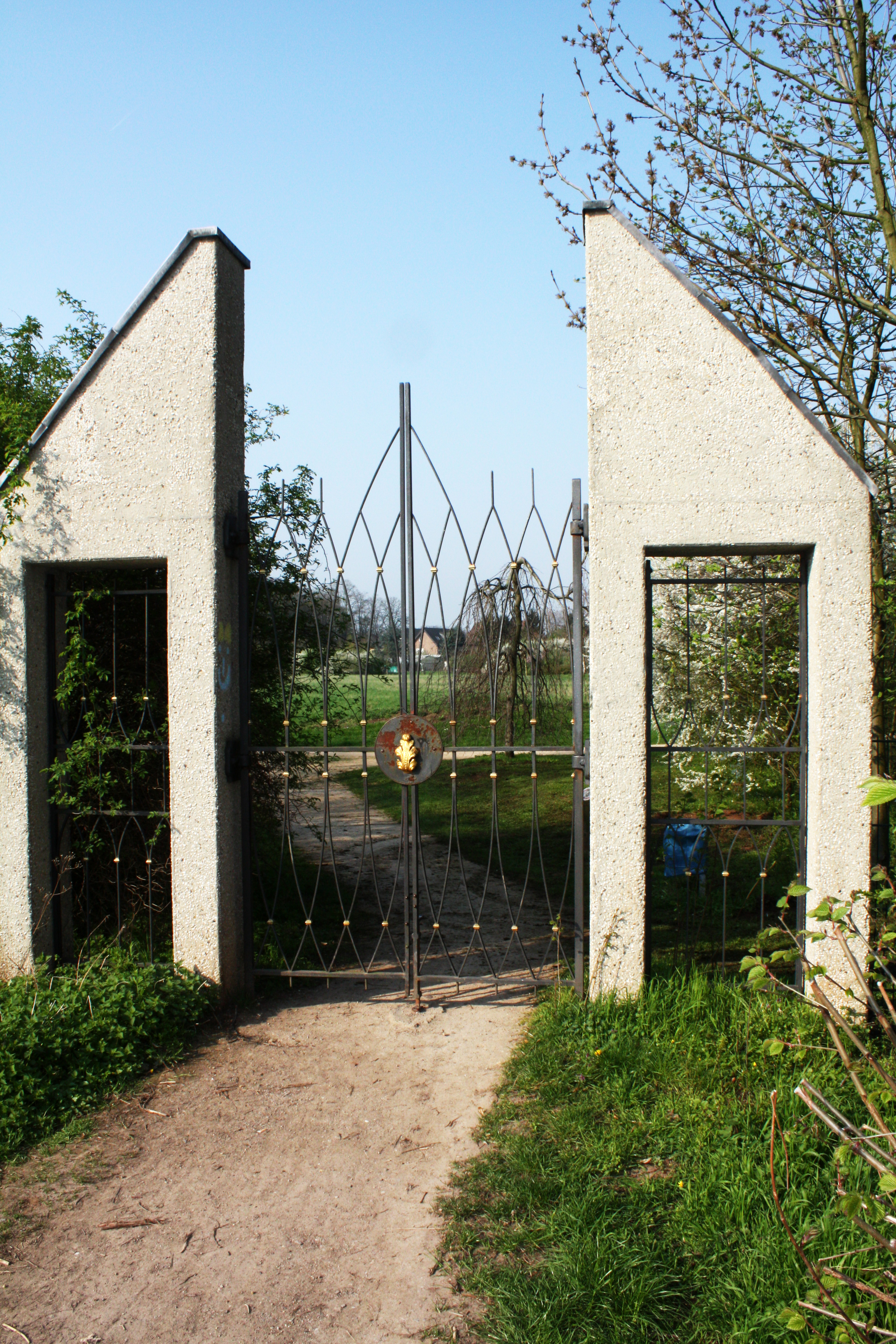
Nordöstlicher
Eingang

### Gründe zur Parkerweiterung
Die öffentliche Nutzung (vor allem bei Festveranstaltungen aus diversen Anlässen) der wenigen Wiesen und Lichtungen des alten Schlossparks beeinträchtigte durch eine hierdurch einsetzende Bodenverdichtung die bis dahin intakte Vegetation und wirkte sich ebenfalls negativ auf die im Bodenbereich lebende Tierwelt aus. Die einsetzende rege Frequentierung der Parkanlage auch als Freizeitgelände vertrieb diejenigen Arten wie Nachtigall und Zaunkönig, die ihre Nester in Niedergewächsen oder am Boden zur Brut anlegten.
Die vielfältige Missachtung der Benutzungsordnung durch einige Parkbesucher und die mutwilligen Schädigungen des Baum- und Strauchbestandes verursachten erheblichen Schaden, sodass die damaligen Besitzer des Parks Anfang der 1990er Jahre erwogen, den Park für einige Jahre zu schließen, um ein Regenerien der Natur zu ermöglichen.
Diese Erwägungen wurden jedoch nicht weiter verfolgt, da sich eine Alternative bot. Im Einvernehmen zwischen dem Grundbesitzer und der Behörde plante und realisierte man zur Entlastung des alten Schlossparks eine Erweiterung durch eine neue Parkanlage auf den nördlich angrenzenden Weiden. Der so um mehrere Hektar vergrößerte Park umfasste dann insgesamt 7,7 Hektar Land. Für den neuen Bereich schloss die Stadt Erftstadt 1992 mit den damaligen Besitzern einen vom alten Vertragswerk unabhängigen Pachtvertrag ab.

### Bepflanzung

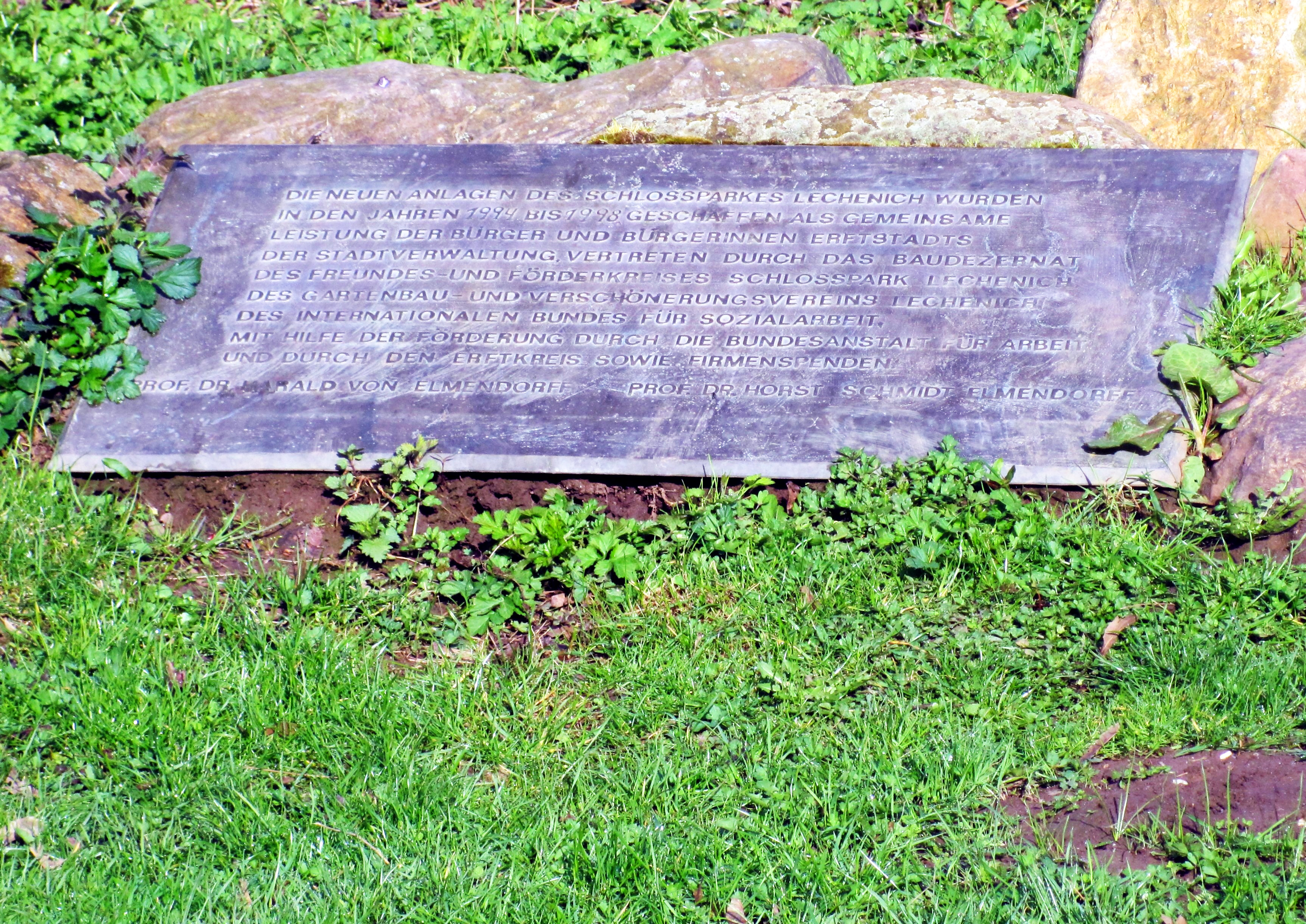
Tafel zur Entstehung

#### Allgemein
Der erweiterte Park erstreckt sich zwischen der Lindenallee, dem Hildegardweg, den Häusern der Richardstraße und denen der Frenzenstraße. Das Eingangstor befindet sich am Hildegardweg, ferner bestehen Zugänge von der Lindenallee in beide Parkbereiche.
Eine „Aktivgruppe“ des örtlichen Gartenbauvereins begann 1992 mit vorbereitenden Arbeiten auf dem zum Parkgelände bestimmten Areal. Erste Bodenarbeiten betrafen die Anlage von befestigten Wegen und Anpflanzungen von Bäumen und Sträuchern.
Im Jahr 1994 gründete sich der Verein der „Freunde und Förderer des Lechenicher Schlossparks“. Dieser übernahm in Zusammenarbeit mit dem örtlichen Gartenbauverein eine planvolle Modellierung des Geländes, weitere Bepflanzungen des Geländes mit diversen Jungbäumen und Sträuchern, sowie das Aufstellen von Ruhebänken und die Pflege der Anlage. Diese ersten Anstrengungen waren der Grundstock, um den Bürgern einen Landschaftspark als Naherholungsraum zu schaffen. Unterstützung fand der Verein durch die Stadtverwaltung und personellen Arbeitseinsatz von Mitgliedern des örtlichen Bundes für Umwelt und Naturschutz sowie durch engagierte Mithilfe einiger Schulklassen des Stadtteiles. In mehreren Pflanzaktionen wurden insgesamt über 5000 Bäume und Sträucher gepflanzt, deren Spender Geschäftsleute, Vereine oder Erftstädter Bürger waren.
1998 konnte der neue Park, der somit überwiegend durch Initiativen engagierter Bürger entstanden war, für die Öffentlichkeit freigegeben werden.

#### Baumarten

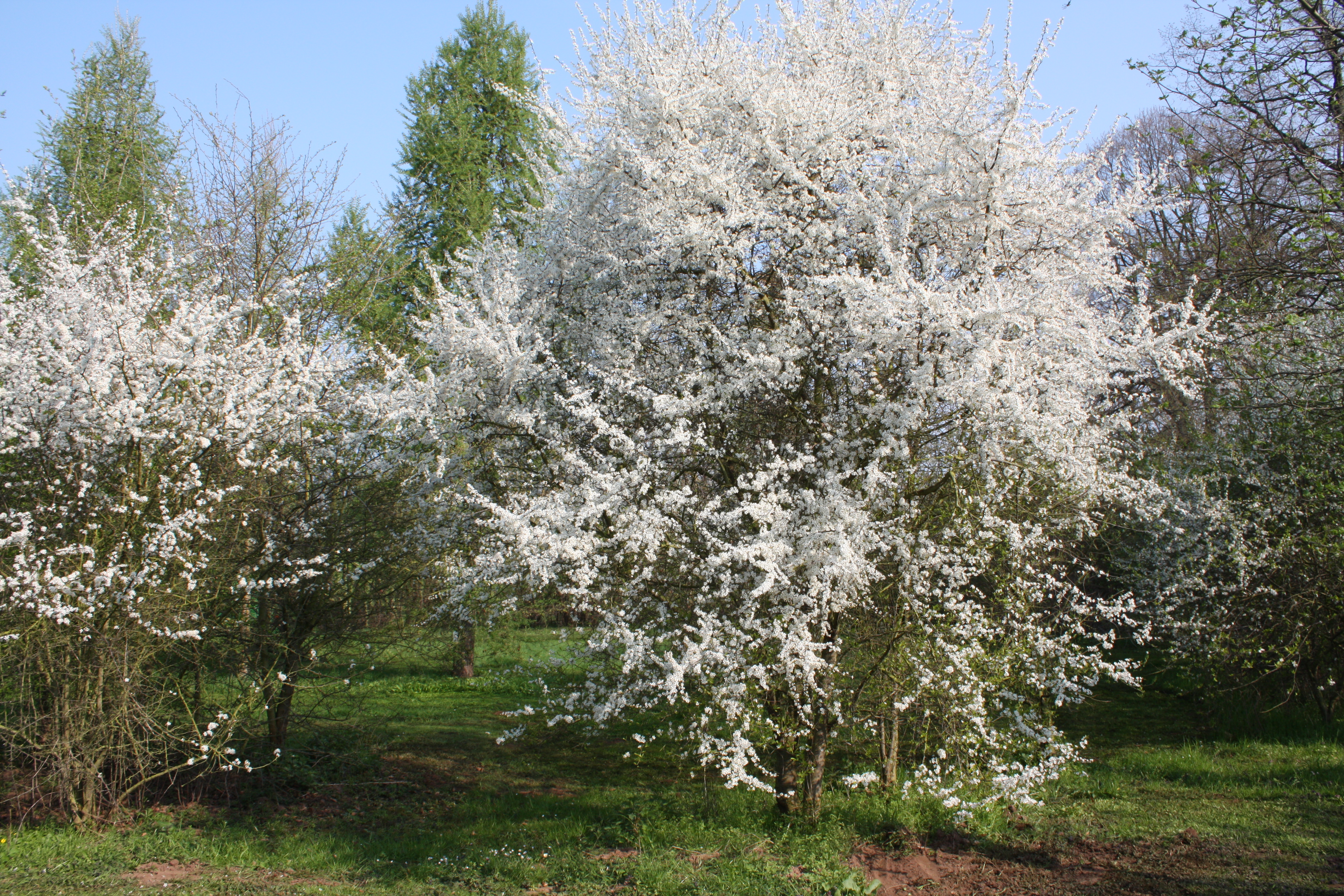
Schlehdorn oder Schlehenblüte

Im neuen Park wurden neben überwiegend heimischen Baumarten wie Rot-, Hain- und Blutbuche, Eibe, Erle, gemeine Eberesche, Eiche, Esche, Faulbaum, Feldahorn, Lärche, Kaiser-, Sommer- und Winterlinde, Weißbirke, Hängeblutbuche, Mispel, Platane, Pappel, Goldakazie sowie Speierling, Ulmen der Art Feld- und Bergulme und Walnuss gepflanzt.
Auch fremdländische Bäume wie Amberbäume, Baum-Hasel, Eschen-Ahorn, Esskastanien und die Kaukasische Flügelnuss, ein Geweihbaum, Ginkgobaum, eine Küsten-Sequioie, eine Roteiche, eine amerikanische Linde, ein Trompetenbaum und Tulpenbäume, sowie eine Kaukasische Zelkove wurden angepflanzt.

### Gestaltung der Parkanlage

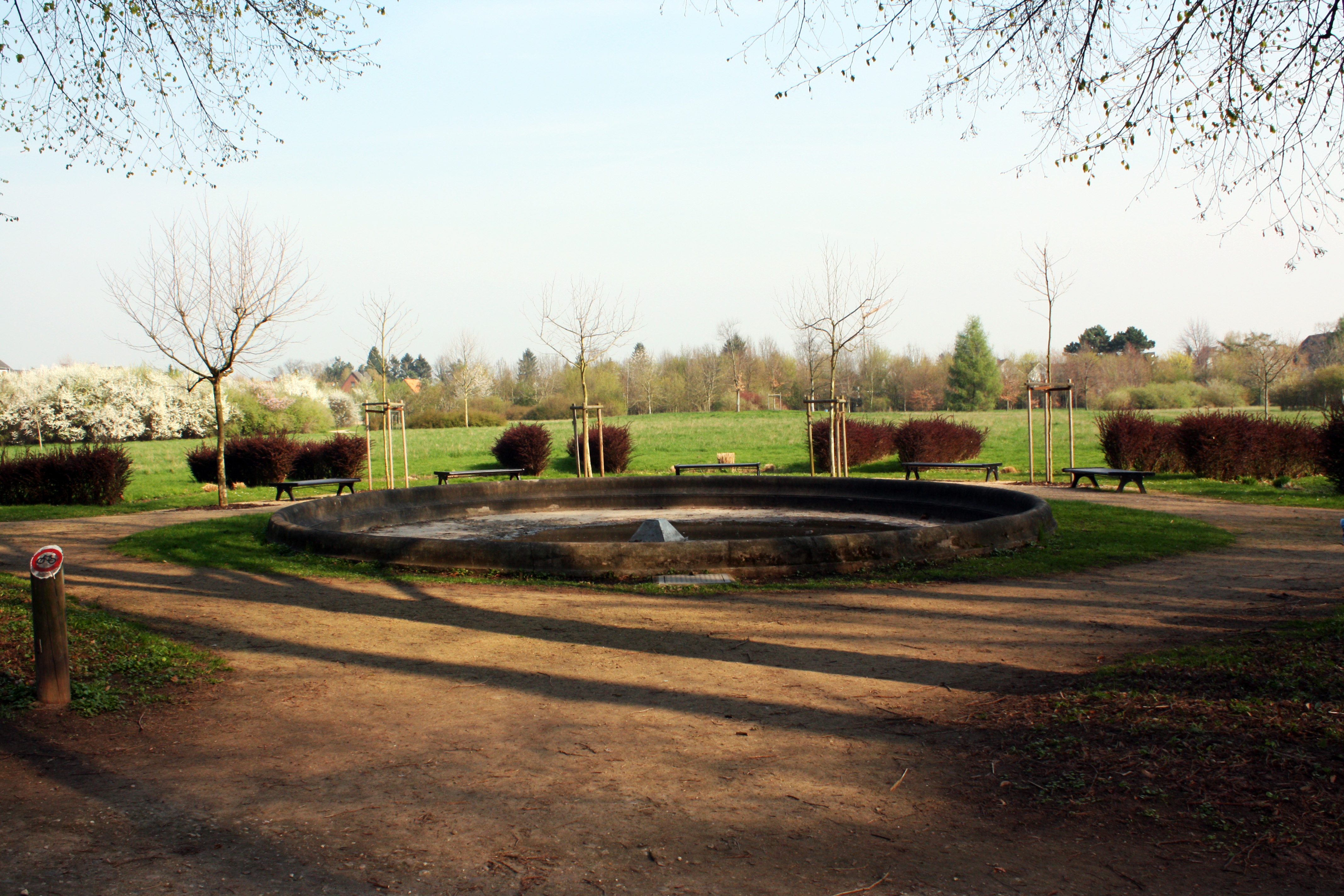
Zentrale, von Berberitzen umstandene Brunnenanlage

Zentraler Blickpunkt ist das am Südrand zum angrenzenden alten Park errichtete Rund eines großen Wasserbeckens, mit dem noch aus dem 19. Jahrhundert stammenden, derzeit nicht mehr funktionsfähigen Springbrunnen. Nach der technischen Überholung im Frühjahr und der vorgesehenen Inbetriebnahme im Juni 2010 soll er von einer Lechenicher Firma gewartet werden. Das Becken wurde im Halbkreis mit Schatten spendenden Bäumen umpflanzt. Strauchgruppen von Berberitzen bieten den Benutzern der am Brunnenbecken aufgestellten Ruhebänke Windschutz.
Ein leicht geschwungener Rundweg fasst die große Freifläche des neuen Parkgeländes ein. Die Bereiche zwischen den Randzonen und den Parkwegen wurden mit Gehölzstreifen aus Weiden, Haseln, und Strauchgruppen von Schlehen, Pfaffenhütchen, rotem Hartriegel, Kolkwitzien und Weigelien, Wildrosen, Rotdorn, Holunder, Traubenholunder, Weißdorn, und gemeinem Schneeball aufgelockert bepflanzt. Innerhalb der Freifläche wurden sowohl solitär stehend Bäume als auch eine Hainbuchengruppe und Strauchgruppen angepflanzt. Auf einem Hügel stehen Blutbuchen und auf der Wiese eine Lärche als Blickpunkte. Ein angelegter Rosenhügel wurde mit englischen Rosen bepflanzt. Die Rosen waren ein Geschenk der Stadt Wokingham zum 25-jährigen Bestehen der Städtepartnerschaft.

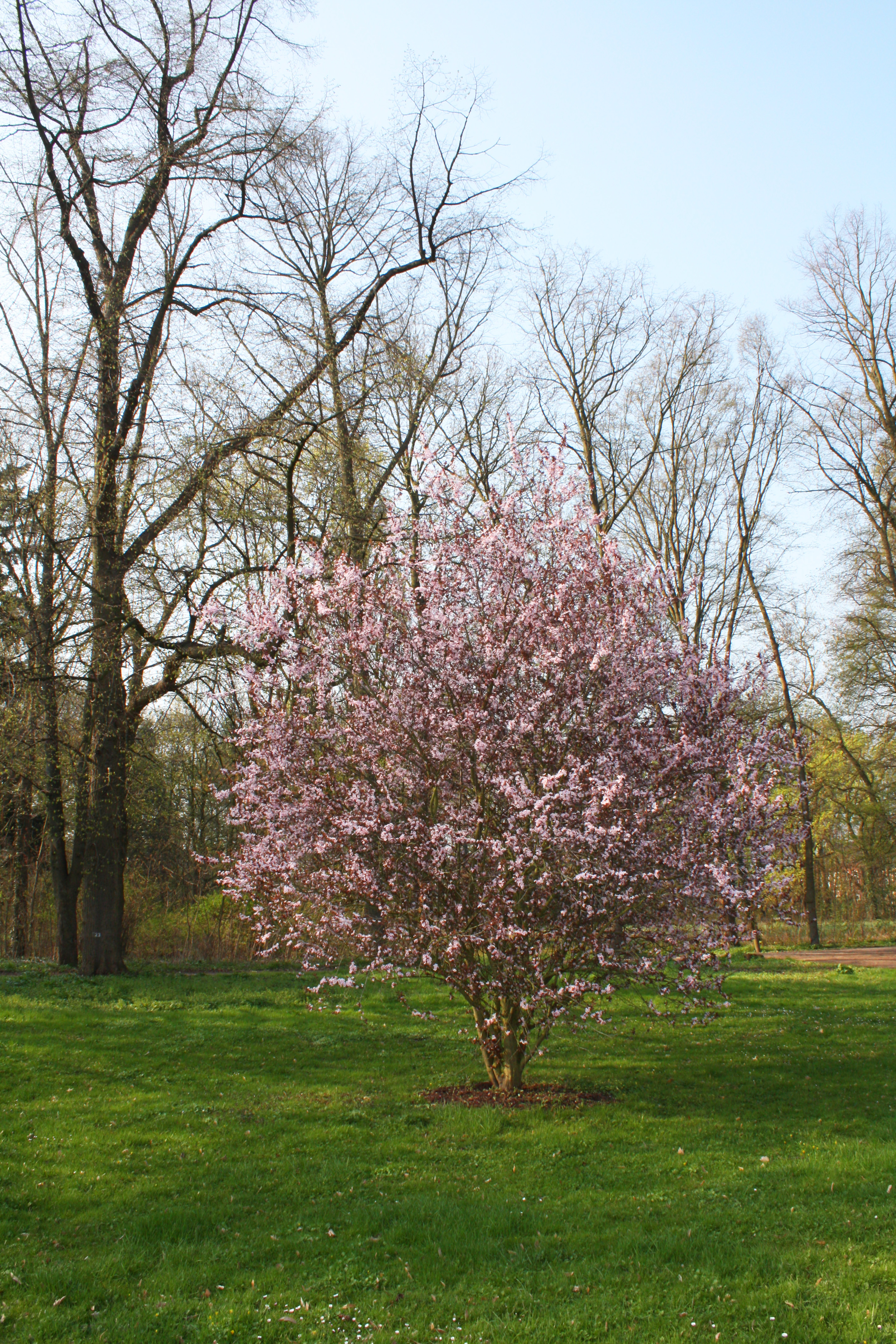
Japanische Blütenkirsche am Nordwestrand des alten Parks
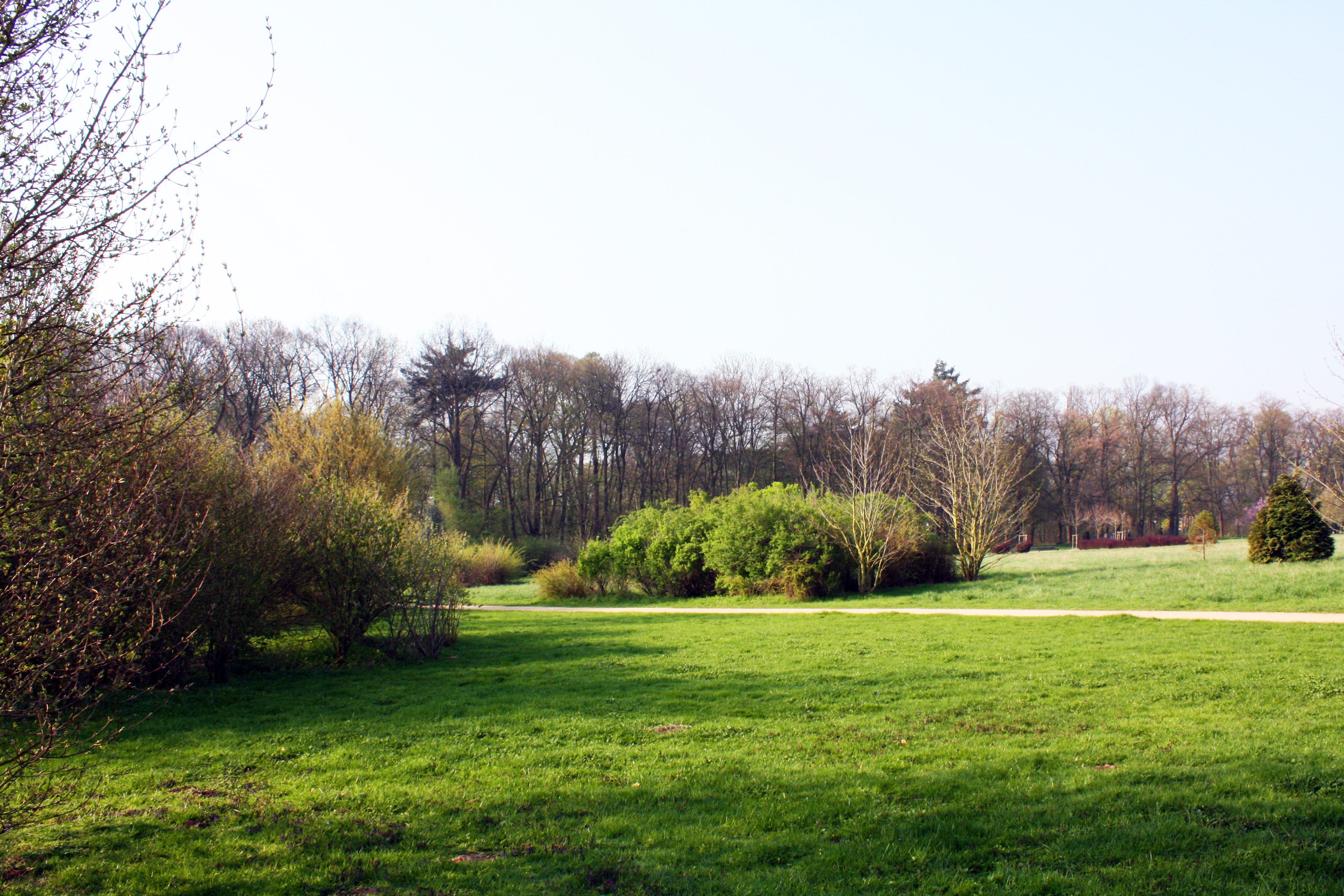
Blick von Nordosten in Richtung Brunnen
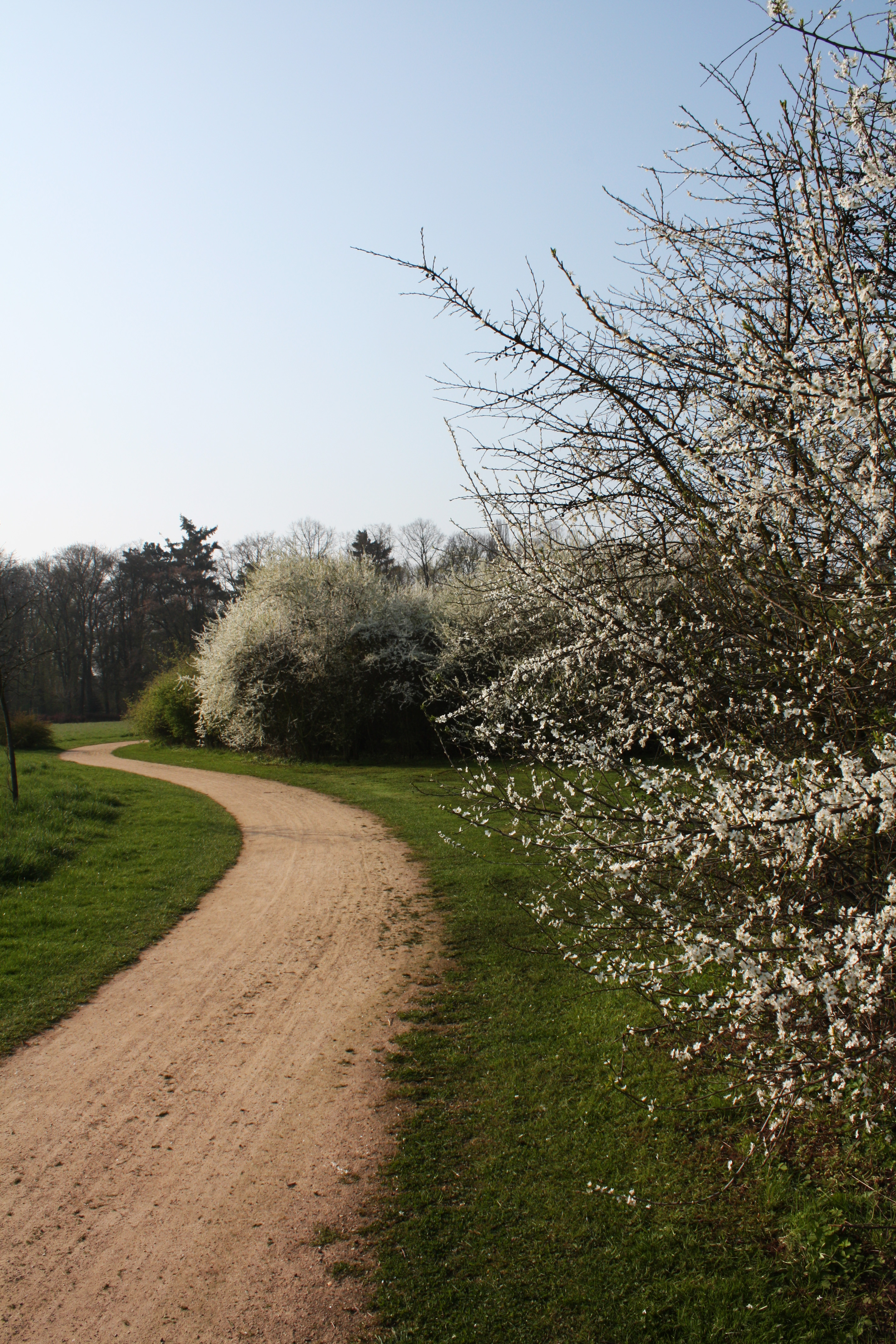
Weg an der Westseite

Eine große naturbelassene Wiese innerhalb der Freifläche mit hohem Graswuchs soll Insekten und Bodenbrütern als Schutzzone dienen und wird deshalb nur ein Mal im Jahr gemäht. Im überkommenen kleinen Teil des ehemaligen „Bungerts“ wurden neue Obstbäume gepflanzt, um alte Obstsorten wie Gravensteiner, Bohnapfel, Berlepsch, Schafsnase, Weinbirne und Knorpelkirsche in Lechenich wieder heimisch werden zu lassen. Im Übergangsbereich zur Wiese sollen Wildsorten wie Wildapfel, Wildbirne und Wildkirschen die Entwicklung zum Tafelobst verdeutlichen. Die mit Sträuchern bepflanzten Randbereiche der Wiesenfläche grenzen diese gegen die den Park teilweise umgebende Bebauung der Wohngebiete ab. Auf der Streuobstwiese und am Rande des Biotops werden von Frühjahr bis zum Herbst Skudden und Ziegen zur Beweidung eingesetzt.

## Gesamtbild der Anlagen

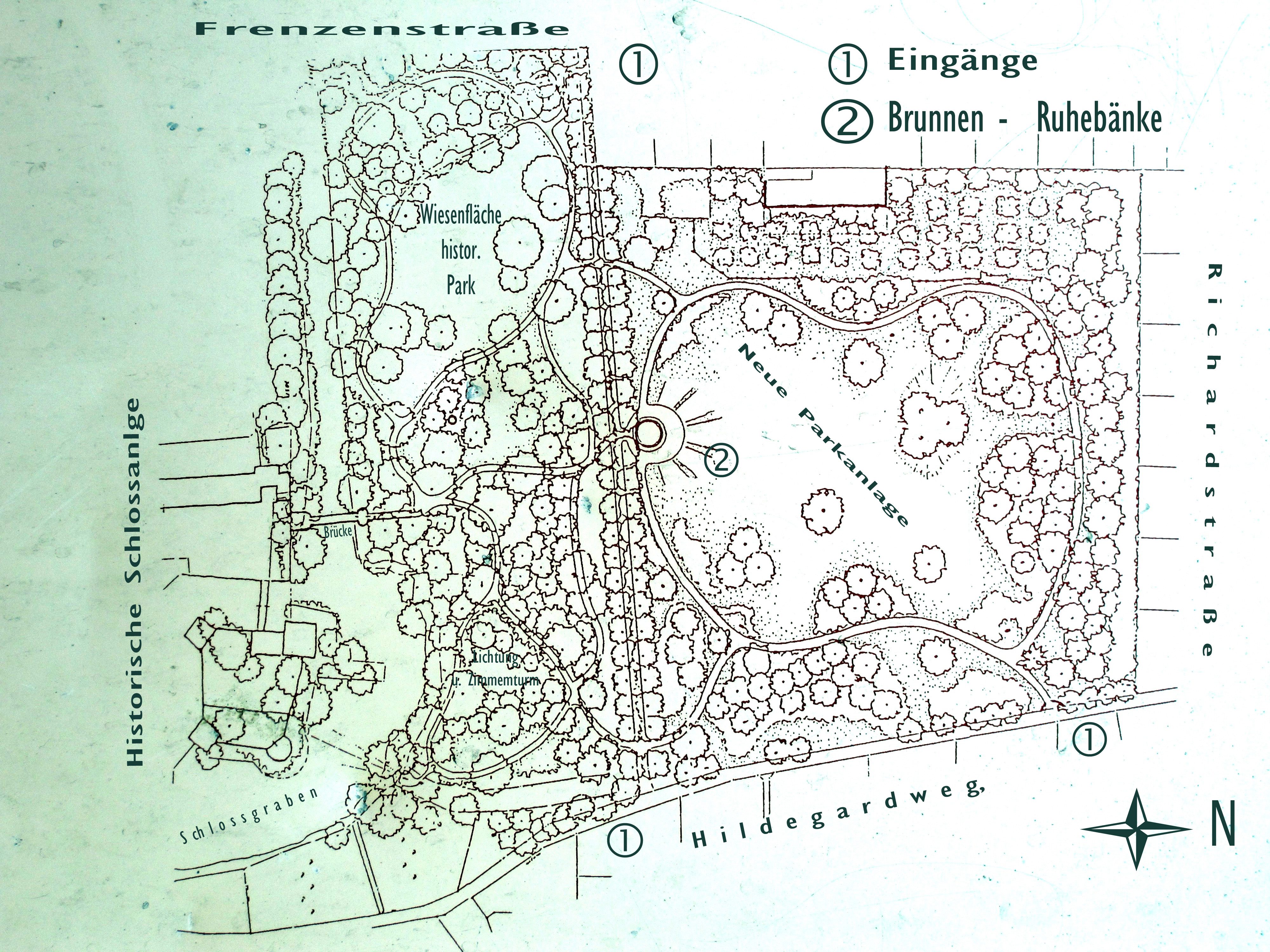
Geländedarstellung

Die Parkanlagen liegen im Zentrum des Stadtteiles und sind somit auch für auswärtige Besucher in wenigen Minuten Fußweg von der zentralen Busstation am Markt des Ortes erreichbar. Für den Bereich des alten Parks ist aufgrund der nicht mit Schotter zur Dränung unterlegten Wege (ausgenommen die Lindenallee) bei regnerischem Wetter festes Schuhwerk zu empfehlen. Weder im historischen noch im neuen Parkgelände sind Unterstände oder Toiletteneinrichtungen errichtet worden. Die angelegten Wege im neuen Bereich der Anlage sind in befestigtem, gepflegtem Zustand und an vielen Stellen mit Ruhebänken ausgestattet. Die zahlreichen und in ihrer Diversität üppigen Anpflanzungen seit der Parkerweiterung sind in Anbetracht der wenigen Hektar Land sehr hoch, aber nicht am Objekt selbst benannt. Eine zentrale Informationstafel an der Brunnenanlage informiert nur allgemein, gibt aber nicht den aktuellen Stand wieder, sondern führt den Bestand der Anpflanzungen der 1990er Jahre an. Das seit dieser Zeit durch engagierte Mitglieder von Vereinen und Verbänden, zumeist in ehrenamtlichem Einsatz Geleistete, ist zu einer ansehnlichen Parkanlage herangewachsen.
Nach den jüngsten (2005) vertraglichen Vereinbarungen zwischen Prinz Reuß, dem heutigen Besitzer, und der städtischen Verwaltung ist nun auch die regelmäßige Pflege der Parkbereiche festgelegt, wobei das Grünflächenamt der Stadt Erftstadt die Kosten für die Wartung trägt.
Die heutigen an der historischen Schlossruine gelegenen Parkbereiche bilden eine gelungene Kombination gärtnerischer Gestaltungsformen. Der urwüchsige Kernbereich des Schlossparks und das ihn umgebende Erweiterungsgelände sind auch im Verständnis der Besucher zu einer Einheit geworden.